# Altenbeken
Altenbeken ist eine kreisangehörige Gemeinde des Kreises Paderborn in Nordrhein-Westfalen.

## Geografie

### Geographische Lage

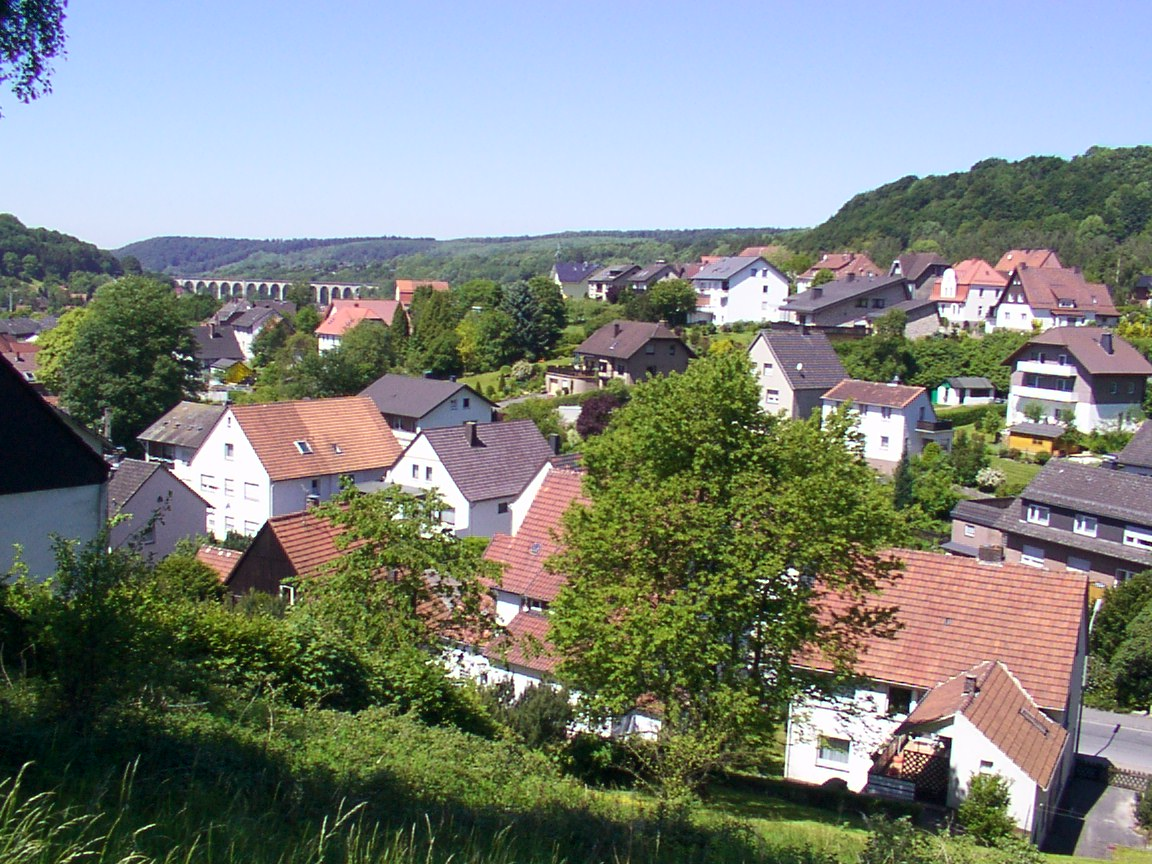
Blick über Altenbeken mit dem Viadukt im Hintergrund

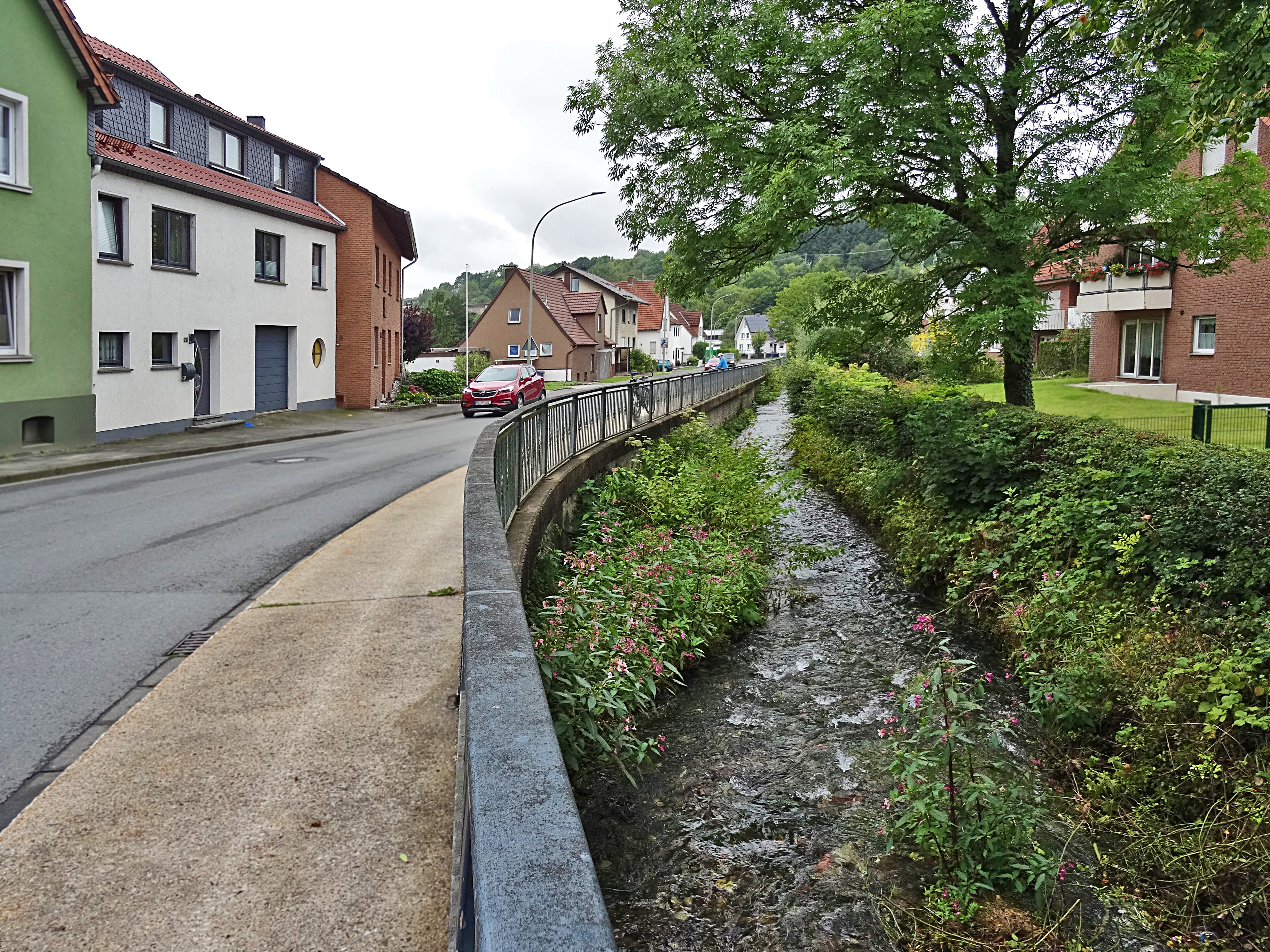
Die Beke in Altenbeken

Altenbeken liegt in Höhen von 200 bis 400 m am westlichen Fuße des Eggegebirges im Naturpark Teutoburger Wald / Eggegebirge. In östlicher Richtung erstreckt sich das Weserbergland. Wenige Kilometer südlich befindet sich das östliche Sauerland. 15 km südwestlich liegt die Kreisstadt Paderborn. Der Ort Altenbeken wird von der Beke durchflossen.

### Geologie

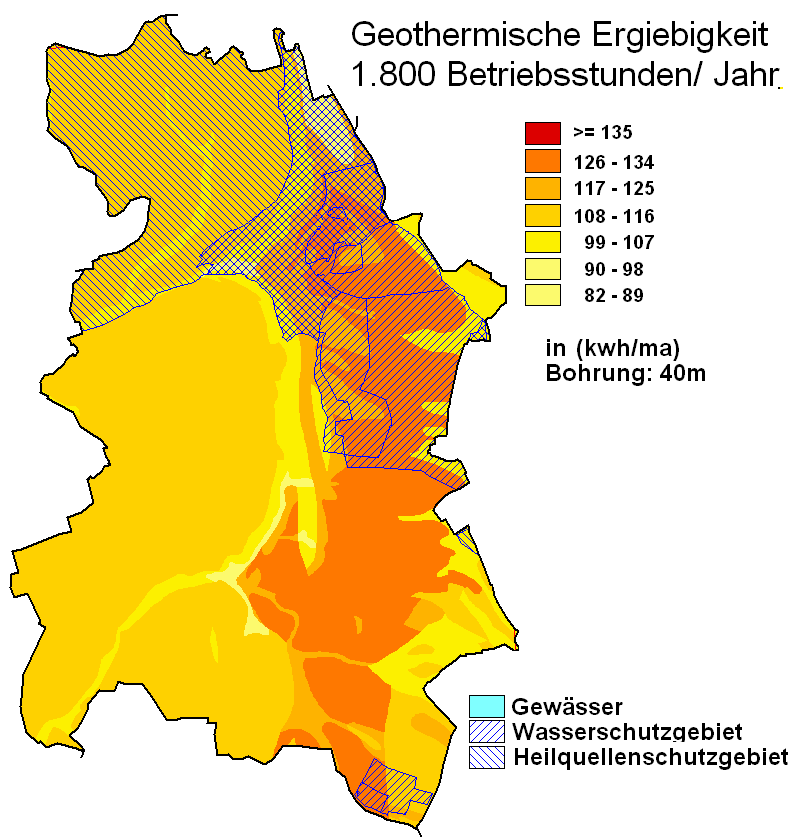
Geothermische Karte von Altenbeken

Das in der naturräumlichen Zuordnung zum Altenbekener Kalkbergland des oberen Weserberglands im Niedersächsischen Bergland gehörende Stadtgebiet schließt sich an den nördlichen Teil der Paderborner Hochfläche an und liegt in einem Talkessel des mittleren Teil des Eggegebirges. Das Eggegebirge besteht inklusive seines westlichen Vorlands aus den Sedimentgesteinen Sand-, Kalk- und Mergelsteinen des Erdmittelalters. Diese Gesteine bildeten sich in der Kreidezeit, als die Region von einem Meer bedeckt war. Die Schichtflächen der Gesteine sind im Bereich von Altenbeken aufgrund einer Heraushebung und Verstellung im Verlauf der Erdgeschichte leicht nach Westen geneigt. Gesteine aus dem älteren Trias, nämlich Kalk- und Mergelsteine des Muschelkalks finden sich am steileren Osthang des Eggegebirges entlang einer Linie zwischen Kempen im benachbarten Horn-Bad Meinberg und dem Bahnhof Neuenheerse auf dem Gebiet der Stadt Bad Driburg. Gesteine des älteren Trias und des Erdaltertums sind im tiefer liegenden Festgesteinssockel zu finden. In Tälern und im westlichen Vorland des Eggegebirges ist der Festgesteinsuntergrund von Lockergesteinen des Eiszeitalters bedeckt. Hier wurden durch Flüsse Sand und Kies und durch den Wind Löss abgelagert. Als Folge von Kalklösung haben sich durch Verkarstung in den Kalk- und Mergelsteinen Erdfällen und Höhlen gebildet.

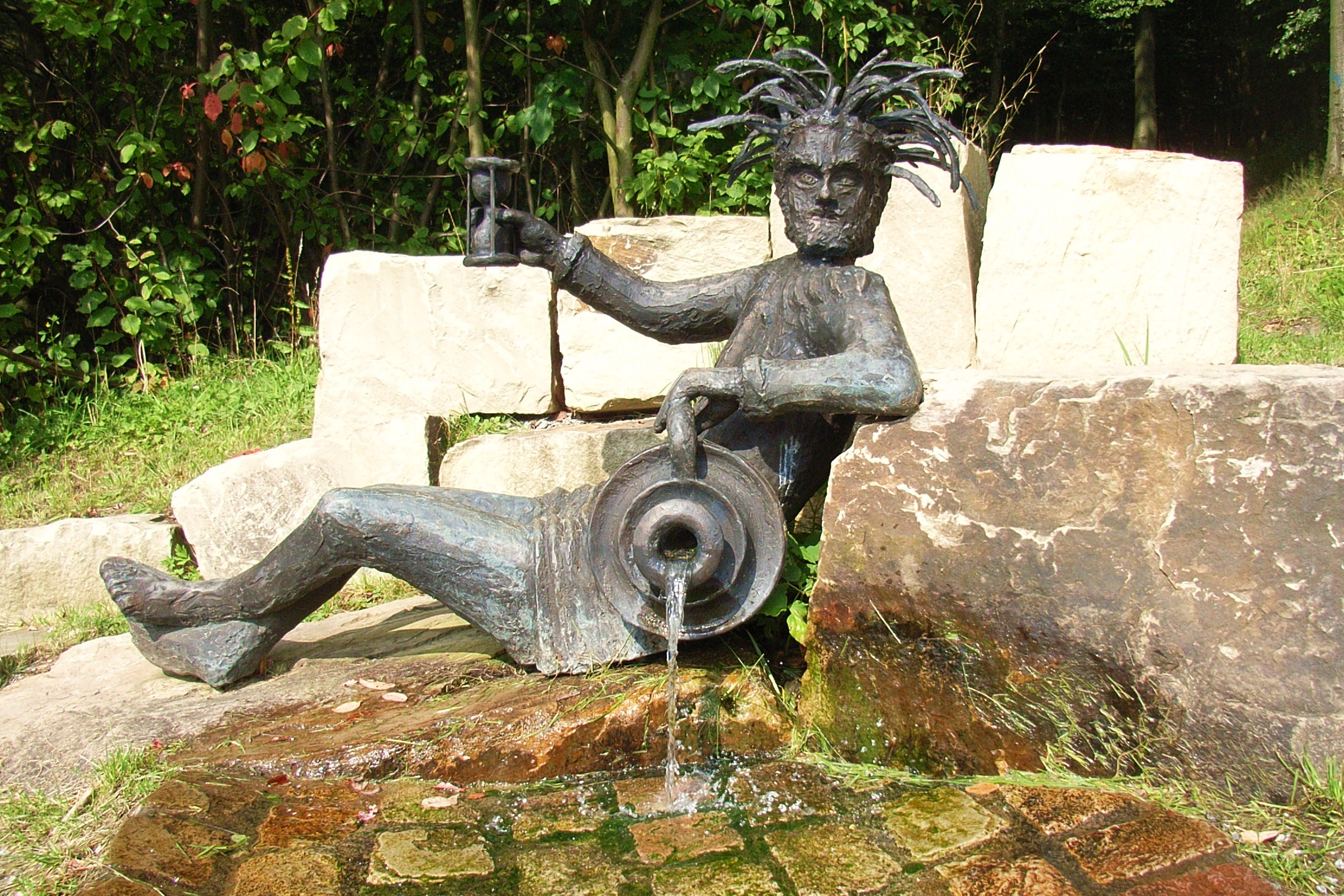
Die Bollernbornquelle mit dem 1872 aufgestellten Kreuz mit Inschrift steht an der Landstraße. 100 Meter weiter wurde ein Neptunbrunnen aufgestellt, der vom Wasser des Bollerborn gespeist wird.(2009)

Die im Erdmittelalter abgelagerten klüftigen Sandsteine der Unterkreide und verkarsteten Kalksteine des unteren Muschelkalks sind gute Grundwasserleiter. Ihre Aufnahme- und Speicherfähigkeit wird allerdings durch die tiefe Zertalung der Geländeoberfläche reduziert. Der überwiegende Teil des Trinkwassers in Altenbeken wird aus den Sandsteinen der Unterkreide gefördert, dabei deckt die Bollerborn-Quelle mit Grundwasser aus dem unteren Muschelkalk rund die Hälfte des Bedarfs ab. Weitere Trinkwasserentnahmen finden an der Apuhl-Quelle und in der Bohrung Sagetal statt. Obwohl die Festgesteine des Erdmittelalters zum Teil als mineralische Rohstoffe genutzt werden könnten, findet derzeit keine Gewinnung statt.
Auf dem Eggegebirgskamm haben sich stein- und schuttreiche, sandige Podsole entwickelt, die sehr nährstoffarm und stark versauert sind. Ähnliche strukturierte Podsol-Braunerden finden sich nördlich von Bollerborn, südlich davon haben sich von Wald bewachsene Braunerden aus dem eiszeitlichen Löss entwickelt. Pseudogleye finden sich in geringem Umfang von Altenbeken bis südlich von Schwaney. Dort bildet als Grünland genutzter dichter toniger Mergel aus der Kreidezeit eine Stausohle.
Altenbeken eignet sich im flacheren Gelände gut, im Bereich der Egge sehr gut zur Nutzung von geothermischen Wärmequellen mittels Erdwärmesonde und Wärmegewinnung durch Wärmepumpenheizungen (vgl. dazu die nebenstehende Karte).

### Ausdehnung und Nutzung des Gemeindegebiets
Die als „große Landgemeinde“ klassifizierte Gemeinde Altenbeken bedeckt eine Fläche von 76,22 km². Den größten Flächenanteil nehmen Wald- und Landwirtschaftsfläche mit zusammen ca. 89,8 % ein.
Die größte Ausdehnung in Nordsüdrichtung ist ca. 19,9 km, in Ostwestrichtung ca. 8,9 km.
| Fläche nach Nutzungsart | Landwirt- schaftsfläche | Wald- fläche | Gebäude-, Frei- und Betriebsfläche | Verkehrs- fläche | Wasser- fläche | Sport- und Grünfläche | sonstige Nutzung |
| ----------------------- | ----------------------- | ------------ | ---------------------------------- | ---------------- | -------------- | --------------------- | ---------------- |
| Fläche in km²           | 26,19                   | 42,24        | 2,97                               | 4,10             | 0,21           | 0,35                  | 0,12             |
| Anteil an Gesamtfläche  | 34,38 %                 | 55,45 %      | 3,90 %                             | 5,38 %           | 0,28 %         | 0,46 %                | 0,16 %           |

### Nachbargemeinden
Altenbeken grenzt an folgende Städte und Gemeinden: im Norden an die Städte Horn-Bad Meinberg und Steinheim, im Osten an die Stadt Bad Driburg, im Süden an die Stadt Lichtenau und im Westen an die Städte Paderborn und Bad Lippspringe.

### Gemeindegliederung
Gemäß der Hauptsatzung der Gemeinde gliedert sich Altenbeken in die drei Ortsteile Altenbeken, Buke und Schwaney. Die drei Ortsteile gelten als eigene Ortschaften und haben je einen Ortsvorsteher.
Die folgende Tabelle zeigt die Fläche und die Bevölkerungszahlen der Ortsteile:
| Bevölkerungszahlen und Fläche der Ortsteile | Bevölkerungszahlen und Fläche der Ortsteile | Bevölkerungszahlen und Fläche der Ortsteile | Bevölkerungszahlen und Fläche der Ortsteile | Bevölkerungszahlen und Fläche der Ortsteile |
| Ortsteil                                    | Fläche in km² 1                             | Einwohner 2                                 | Ortsteile der Gemeinde Altenbeken           |                                             |
| ------------------------------------------- | ------------------------------------------- | ------------------------------------------- | ------------------------------------------- | ------------------------------------------- |
| Altenbeken                                  | 25,93                                       | 4085                                        | Ortsteile von Altenbeken                    |                                             |
| Buke                                        | 16,73                                       | 2343                                        | Ortsteile von Altenbeken                    |                                             |
| Schwaney                                    | 30,94                                       | 2737                                        | Ortsteile von Altenbeken                    |                                             |
| Gesamt                                      | 76,22                                       | 9165                                        | Ortsteile von Altenbeken                    |                                             |

1 Flächenangabe zum ehemaligen Amt Altenbeken (entspricht nicht genau der heutigen Fläche)
2 Einwohnerangaben mit Stand 31. Dezember 2021

### Klima
Altenbeken gehört der gemäßigten Klimazone Mitteleuropas an und liegt im Bereich des subatlantischen Seeklimas. Die Winter sind unter atlantischem Einfluss meist mild und die Sommer mäßig warm. Die Jahresmitteltemperatur liegt bei ca. sieben bis acht Grad Celsius.
Durch die Lage im subatlantischen Seeklima herrscht ganzjährig ein humides Klima mit relativ gleich verteilten Niederschlägen vor. Klimawerte für das Gemeindegebiet sind nicht verfügbar, sodass Werte benachbarter Gemeinden herangezogen werden müssen. An der Messstation Feldrom, die ca. acht Kilometer nördlich und 110 m höher gelegen ist, fallen im langjährigen Mittel 1258,8 mm Niederschlag jährlich und damit deutlich mehr als im deutschen Mittel (700 mm). An der etwa zwölf Kilometer östlich gelegenen Messstation Nieheim, die auf etwa gleicher Höhe wie Altenbeken liegt, fallen im Jahresmittel noch 908,4 mm Niederschlag.
Die durchschnittlichen Temperaturen sind angegeben für das ca. neun Kilometer entfernte Bad Lippspringe, das deutlich tiefer liegt. Die durchschnittliche tägliche Sonnenscheindauer wird für das 12,5 km entfernte Bad Meinberg angegeben.
|                        | Jan  | Feb  | Mär  | Apr  | Mai  | Jun  | Jul  | Aug  | Sep  | Okt  | Nov  | Dez  |   |       |
| Mittl. Temperatur (°C) | 0,9  | 1,6  | 4,3  | 7,9  | 12,4 | 15,3 | 16,8 | 16,7 | 13,8 | 10,1 | 5,2  | 2,3  | ⌀ | 9     |
|                        |      |      |      |      |      |      |      |      |      |      |      |      |   |       |
| Niederschlag (mm)      | 86,9 | 61,0 | 72,3 | 64,3 | 78,4 | 83,7 | 77,4 | 79,5 | 64,7 | 58,1 | 82,5 | 99,6 | Σ | 908,4 |
|                        |      |      |      |      |      |      |      |      |      |      |      |      |   |       |
| Sonnenstunden (h/d)    | 1,0  | 2,2  | 3,2  | 4,6  | 6,0  | 6,2  | 5,9  | 5,7  | 4,3  | 3,2  | 1,4  | 0,8  | ⌀ | 3,7   |

|  |

|  |

|  |

|  |

|  |

|  |

|  |

|  |

|  |

|  |

|  |

|  |

|  |

|  |

|  |

|  |

|  |

|  |

|  |

|  |

|  |

|  |

|  |

|  |

Niederschlagsdiagramm Nieheim

Zum Klima in der Region Ostwestfalen-Lippe, zu der die Gemeinde gehört, siehe auch den Artikel Klima in Ostwestfalen-Lippe.

## Geschichte

### Vorchristliche Zeit
Die ältesten Siedlungszeugnisse in der Umgebung von Altenbeken stammen aus der Jungsteinzeit. So gibt es auf den Höhenzügen um Altenbeken einige Hügelgräber und an der Kuhlbornquelle in Altenbeken wurde 1934 ein Steinhammer gefunden, dessen Alter auf 4000–5000 Jahre geschätzt wurde.
Interessant ist insoweit die Tatsache, dass dieser Hammer (exakte Bezeichnung: Lochaxt) aus Norditalien stammt. Ein ähnlicher Hammer befindet sich im Tiroler Landesmuseum Ferdinandeum in Innsbruck; Gesteinsart: Diorit/Serpentin; Herkunftsort: Grins/Tirol; Alter: ebenfalls 3500–2500 vor Christus.
Aus römischer Zeit stammen einige kleine Münzfunde, die an den Straßen nach Altenbeken gemacht wurden. Außerdem entdeckte man 1958 bei Kanalisationsarbeiten kleine Hufeisen.

### Urkundliche Erwähnung
Der Name „Beken“ wurde bereits 1036 urkundlich erwähnt: Bischof Meinwerk schenkte dem Busdorfstift in Paderborn den Zehnten seines Hofes „Bekena“ mit den Vorwerken Heng, Brockhusen, Elinere und Asseln. Auf dem Haupthof saßen die Verwalter des Amtes Beken. Aus dem Hof entwickelte sich das Dorf „Beken“.
Am Anfang des 13. Jahrhunderts kam es zu einem Streit der Mönche des Zisterzienserklosters Hardehausen mit den Einwohnern von Altenbeken und Schlangen, so dass beide Dörfer mit Kirchenbann belegt wurden. Bischof Bernhard III. beurkundete 1211, dass der Bann nur zurückgenommen würde, wenn die Bewohner beider Dörfer dem Hardehausener Hof in Druheim die Mitbenutzung der Hude und Mast in ihren Waldbezirken gestatteten. In dieser Urkunde werden sieben Zeugen aus „Aldebekene“ benannt, welches die erste urkundliche Erwähnung von Altenbeken ist.

### Spätes Mittelalter
Ab 1392 begann man in Altenbeken Erze aus der Egge zu schmelzen und Holzkohle herzustellen.
Ab dem 14. Jahrhundert bildete sich das Territorium Hochstift Paderborn im Heiligen Römischen Reich. Altenbeken gehörte bis 1448 zum Kloster Hardehausen. Um 1400 wurde Altenbeken von der Pest, Hunger und Krieg heimgesucht. In dieser Zeit gab es fast kein Brot mehr zu kaufen und man ging dazu über, auch ungeliebte Früchte und Erzeugnisse von Wäldern und Feldern zu verzehren. Manche kochten Rinde und aßen Viehfutter.
Im beginnenden 15. Jahrhundert versuchten die Erzbischöfe von Köln den Besitz der Paderborner Bischöfe an sich zu reißen, so dass es zu einigen Fehden im Paderborner Land kam. In den unsicheren Zeiten verließen die Einwohner kleinerer Siedlungen ihren Besitz und siedelten sich in Städten und größeren Dörfern an. So wurde die Siedlung „Katherbike“, welche zwischen Altenbeken und Neuenbeken lag, zur Wüstung. Trotz der Fehden trafen sich Bauern, Handwerker, Bergleute und Hüttenarbeiter in Altenbeken.
1448 wurde der Ort vom Kloster Hardehausen abgetrennt und dem Kirchdorf Neuenbeken zugeteilt. Kurze Zeit später wurde die Verhüttung von Eisenerzen eingestellt. Die Hofstätten wurden dem Busdorfstift zehntpflichtig, die Bewohner waren aber Hörige des Fürstbischofs in Paderborn. Dem Fürstbischof war es am Wohlergehen seiner Bauern gelegen, da diese bei gut laufender Landwirtschaft höhere Abgaben an das Bistum leisten konnten.

### Frühe Neuzeit

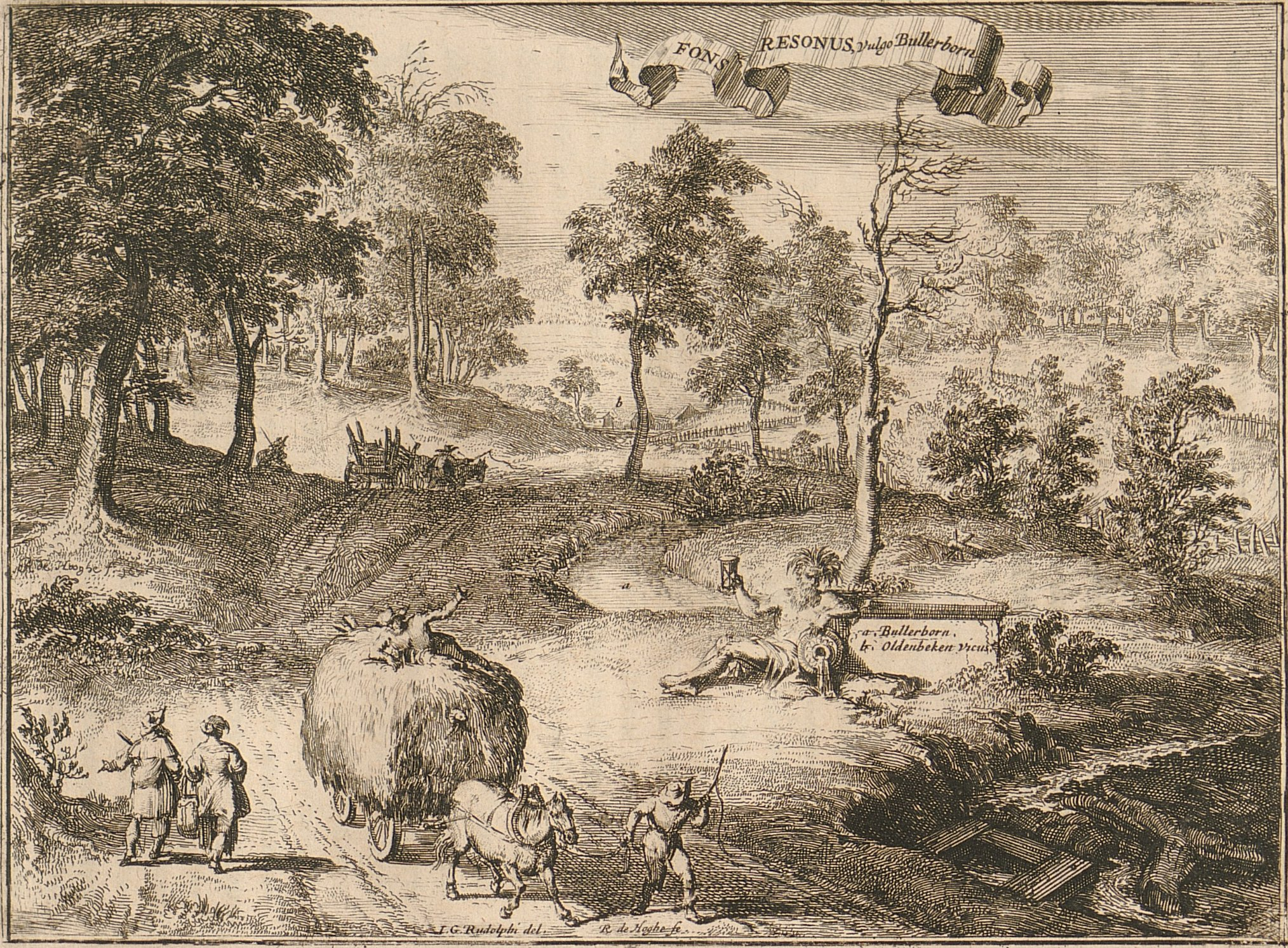
Altenbeken in den Monumenta Paderbornensia (1672)

Ende des 16. Jahrhunderts wurde das Paderborner Land von holländischen Freibeutern überfallen. Sie plünderten die Wohnstätten und beraubten die Bürger des Landes. 1593 gründeten sich deshalb viele Schützenbruderschaften im Paderborner Land. 1595 überfielen die Holländer abermals das Land, ließen sich aber mit 3000 Reichstalern vom Bischof abfinden. Zwei Jahre später fielen die Holländer in Delbrück ein, wo auch Schützen aus Altenbeken bei der Verteidigung halfen. In dieser Zeit entstand der Konföderationsvertrag „Wie man dies Stift Paderborn vor stadischen undt anderen Infällen verthedigen möge.“
1607 nahm man den Erzbergbau wieder auf und errichtete 1610 eine neue Eisenhütte. 1615 folgte ein neues Hammerwerk unterhalb von Altenbeken. Zur Zeit des Dreißigjährigen Kriegs (1618–1648) gerieten insbesondere die Bauern in Notstand. Gutsbesitzer, die ihre Besitzungen nicht mehr bewirtschaften konnten, teilten die Anwesen unter den Kindern auf, so dass viele kleinere Kotten entstanden. Nach dem Ende des Krieges mit dem Westfälischen Frieden mussten die Bauern in Altenbeken jährlich einen Scheffel Hafer an die Neuenbekener Pfarrkirche liefern. Da die Güter vorher aufgeteilt worden waren, waren sie nicht mehr so leistungsfähig, so dass der Bischof 1652 und 1655 neue Verordnungen zur Splitterung von Gütern herausgab, damit seine Einnahmen gesichert waren. 1720 gab es wiederum einen neuen Erlass.
Für das Ende des 17. Jahrhunderts ist für Altenbeken eine erste Pfarrschule belegt, obwohl der Schulzwang erst 1717 eingeführt wurde. Ausstattung der Schulen und Besoldung der Lehrkräfte war Aufgabe der Pfarrgemeinden.

### Ende des Hochstifts Paderborn
Am 18. Februar 1756 und am 19. Januar 1757 gab es Erdbeben in Altenbeken. Im August des Jahres brach der Siebenjährige Krieg über den Ort herein und brachte Not und Verarmung über die Bevölkerung. Viele kamen durch Hunger um, einige Häuser wurden zerstört.
Im Mai 1766 zog ein Wirbelwind über Altenbeken und zerstörte viele Gebäude. Im Juni folgte eine Dürre, die auch die Brunnen austrocknen ließ. Die Dürre dauerte bis zum Januar 1767 an. Im selben Monat bebte die Erde in Altenbeken abermals und einige Häuser bekamen Risse. 1769 wurde eine erste Brandversicherung im Hochstift eingeführt, da viele Häuser mit Stroh gedeckt waren. Steingedeckte Häuser wurden für ein Jahr befreit.
Die Grundherrschaft des Fürstbischofs endete 1803, als das Hochstift durch den Reichsdeputationshauptschluss an Preußen fiel. Preußen ordnete die Verwaltung neu und teilte das Territorium in Kreise ein. Altenbeken kam zum Unterwaldischen Kreis.
Von 1807 bis 1813 bildete Altenbeken eine Gemeinde im Kanton Driburg im Distrikt Höxter des Königreichs Westphalen. Zu dieser Zeit hatte Altenbeken ca. 650 Einwohner. Die Bauern mussten per Verordnung vom 23. Dezember 1811 den Zehnt in barer Münze bezahlen. Viele Höfe waren zu dieser Zeit durch die vorigen Kriegswirren verschuldet. Die Arbeiter verdienten ihren Lohn im Erzbergwerk oder in den Eisenhütten. Die Folgen waren Zwangsversteigerungen wie sie auch in Altenbeken durchgeführt wurden. Durch eine Missernte kamen wiederum Not und Hunger über den Ort und niemand war bereit, den Bürgermeisterposten zu übernehmen.
Seit 1815 gehörte Altenbeken endgültig zum Königreich Preußen und 1816 kam die Gemeinde zum neuen Kreis Paderborn. Im Kreis Paderborn gehörte Altenbeken bis 1921 zum Amt Lippspringe und anschließend war die Gemeinde bis 1974 Sitz des Amtes Altenbeken.

### Bau der Eisenbahn im 19. Jahrhundert

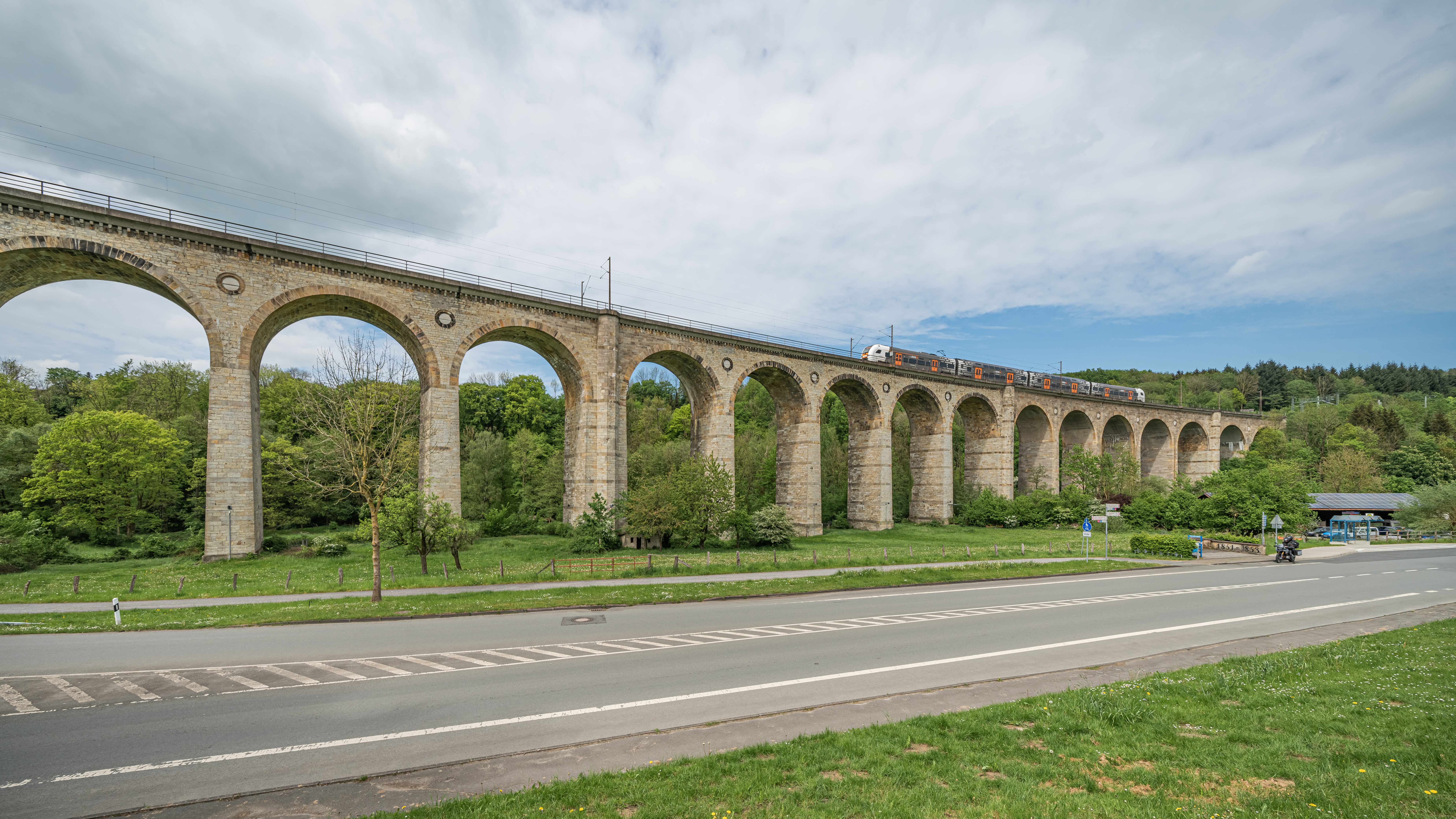
Eisenbahn-Viadukt mit passierendem Zug

Am 8. Juli 1851 begann man mit dem Bau der Eisenbahn von Altenbeken nach Warburg mit etwa 1600 Arbeitern, die den Umsatz der örtlichen Gastwirte und Kaufleute deutlich steigerten. Bis 1858 erhöhte sich die Zahl der Einwohner von 956 auf 1090. Eingeweiht wurde die Bahnstrecke am 21. Juli 1853, dann zogen die Wanderarbeiter ab und die Umsätze der Geschäfte sanken wieder. 1856 wurde ein Armenvorstand gebildet, da immer mehr Einwohner des Dorfes verarmten und bettelten.

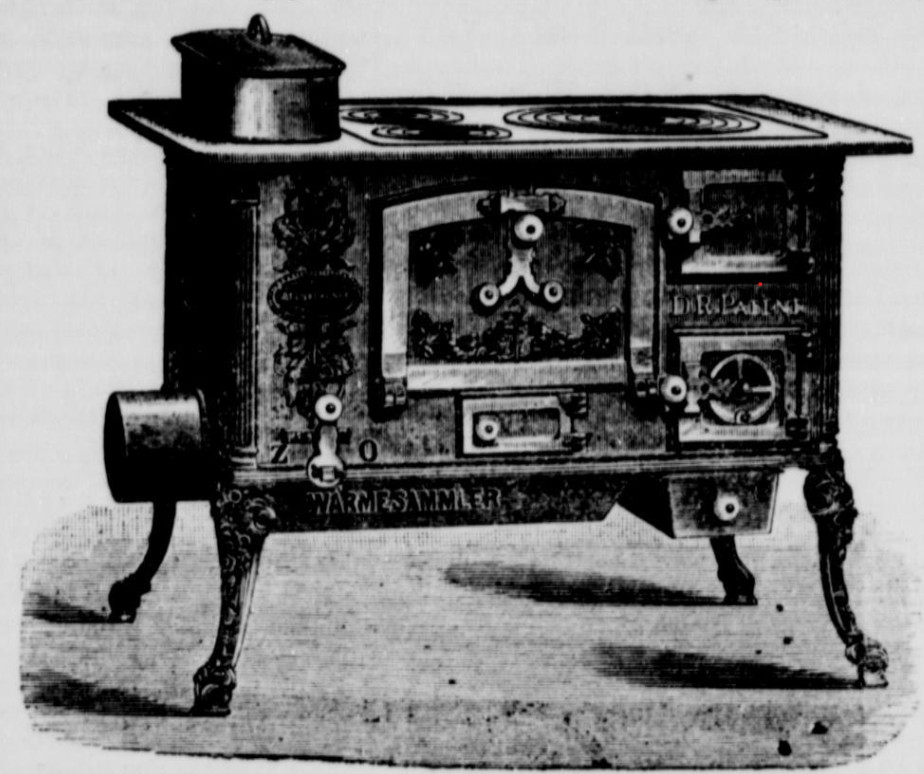
Der international ausgezeichnete Patent-Sparherd aus der Eisenhütte Franz Hillebrandts um 1892.

1861 bis 1864 errichtete man den Rehbergtunnel und schloss die Eisenbahnstrecke an Kreiensen an. 1864 konnte der Bahnhof eingeweiht werden und Altenbeken hatte 1300 Einwohner. 1872 wurde die Strecke nach Hannover eröffnet und im Jahre 1895 kam die Strecke Bahnstrecke Herford–Himmighausen ins Lipperland (Detmold) dazu. Altenbeken wurde ein wichtiger Eisenbahn-Knotenpunkt. Es siedelten sich immer mehr Eisenbahner und andere Berufsgruppen im Ort an. In dieser Zeit entstand auch in der traditionsreichen Eisenhütte der Altenbekener Sparherd, eine innovative, patentierte Kochmaschine, die sich durch hohe Energieeffizienz auszeichnete und 1892 auf einer internationalen Ausstellung in Leipzig mit einem Ehrendiplom und einer Goldmedaille prämiert wurde. Am 20. Dezember 1901 starben bei einem Eisenbahnunglück in Altenbeken zwölf Menschen.

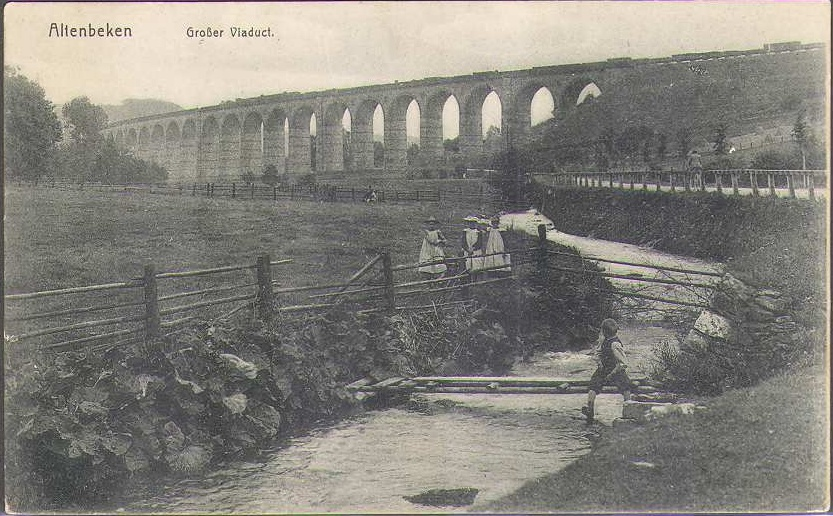
Der Viadukt im Jahr 1900
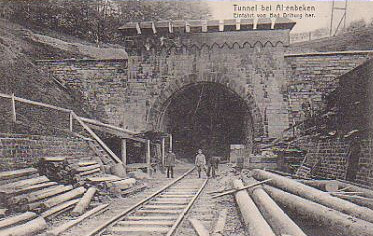
Der Rehbergtunnel im Jahr 1909

### Neuzeit
Im Ersten Weltkrieg wurden 307 Jungen und Männer des Ortes zum Kriegsdienst gerufen, ebenso 48 Eisenbahner. Zur Bewachung der Eisenbahnanlagen und des Viaduktes wurden 220 Soldaten in Altenbeken stationiert. Die Fabriken und die Schulen im Ort wurden geschlossen. 81 Soldaten wurden mit dem Eisernen Kreuz ausgezeichnet, 54 Bürger kehrten nicht in ihre Heimat zurück.
Mit der Inflation in den 1920er Jahren geriet auch die Eisenhütte in finanzielle Schwierigkeiten und musste 100 Arbeiter entlassen. Im Eisenbahngewerbe verloren 208 Arbeiter ihren Arbeitsplatz. 1924 brannte ein Feuer vier Wohnhäuser nieder. 1926 musste die Eisenhütte endgültig ihren Betrieb einstellen, so dass die Arbeitslosigkeit stark anstieg.

### Zeit des Nationalsozialismus
Nach der Ernennung Hitlers zum Reichskanzler am 30. Januar 1933 wurde am 15. Februar des Jahres eine NSDAP-Ortsgruppe gegründet, der nur wenige Bürger beitraten. Später traten viele Bürger den Organisationen der NSDAP bei und die Schulkinder wurden Mitglied der Hitlerjugend. Nach dem Einmarsch in Polen am 1. September 1939 wurden in Altenbeken 80 Soldaten zur Bewachung der Eisenbahnstrecke und ihrer Bauwerke stationiert. Insgesamt wurden sechs Flakgeschütze gegen Luftangriffe aufgestellt. Im August 1940 wurden gefangene Franzosen in der Schützenhalle untergebracht und in Sägewerken und in der Bahnunterhaltung als Zwangsarbeiter eingesetzt. Am 15. Juli 1940 erfolgte ein Luftangriff auf Bad Lippspringe, so dass anschließend die Flakstellungen am Viadukt verstärkt wurden.
Den ersten von insgesamt fünf Vollalarmen gab es in Altenbeken am 13. September 1944. Am 15. des Folgemonats wurde erstmals der Altenbekener Bahnhof von neun Jagdfliegern mit Bordwaffen und 40 leichten Fallschirmbomben angegriffen. Jedoch brannten lediglich zwei Eisenbahnwagen mit Munition aus und einige Häuser erlitten leichte Beschädigungen. Den größten Angriff gab es am 26. November 1944 nach dem Hochamt in der Kirche. Nach dem Vollalarm der höchsten Stufe zerstörten geschätzte 400 Bomber die Gleisanlagen am Viadukt, fünf Bomben trafen das Bauwerk selber. Ferner wurden zwölf Häuser und die Kreuzkapelle schwer beschädigt, 27 Häuser waren völlig zerstört. Drei Tage später erfolgte ein zweiter Angriff auf den Viadukt, bei dem 22 Menschen starben, von denen fünfzehn bereits mit dem Wiederaufbau des Viaduktes beschäftigt waren. Der Aufbau wurde auch nach dem zweiten Angriff erneut angeordnet. Der dritte Angriff auf die Eisenbahn war am 9. Februar 1945 mit etwa 200 Bombern, die ihr Ziel jedoch verfehlten. Um 14 Uhr wurde der Viadukt am 22. Februar 1945 zum vierten Mal angegriffen. Der letzte Angriff wurde am 30. März 1945 geflogen, allerdings wurden nur zwei Bomben abgeworfen.
Am 3. April 1945 hatten die Amerikaner bereits Neuenbeken und Teile von Horn eingenommen. Am 4. April stellten sich die SS und Landesschützen gegen 13 Uhr nur kurz dem Kampf mit den Amerikanern, die Altenbeken danach einnahmen. Am 5. April zogen sie weiter über Driburg und Brakel zur Weser. Am 10. Mai wurde der Bahnhof wieder von deutschen Bahnern geführt und es wurde mit dem Wiederaufbau begonnen. Nach einem Jahr konnte der behelfsmäßige Betrieb am 1. Mai wieder aufgenommen werden.

### Nachkriegszeit
1945–1949 war Altenbeken Teil der britischen Besatzungszone, ab 1946 staatlich regiert vom Land Nordrhein-Westfalen bzw. ab 1949 auch durch die Bundesrepublik Deutschland. Am 15. September 1946 wurde Josef Driller zum Nachfolger im Bürgermeisteramt von Franz Volkhausen gewählt. Anfang 1947 wurde die Amtsverwaltung von Altenbeken nach langen Verhandlungen in den Ort verlegt.

### Religionen
Aufgrund seiner Zugehörigkeit zum ehemaligen Hochstift Paderborn ist die Bevölkerung in Altenbeken traditionell mehrheitlich katholisch. Bis 1448 gehörte die katholische Gemeinde zum Kloster Hardehausen, dann wurde die Gemeinde nach Neuenbeken eingepfarrt. Mit Urkunde vom 23. April 1692 trennte Bischof Hermann Werner die Kapelle von Neuenbeken ab und teilte sie dem Pfarrdorf Buke zu. Im 18. Jahrhundert wurde die Kapelle zur Vikarie erhoben. Das Vikariegebäude entstand 1764, die Vikarstelle konnte jedoch erst 1774 besetzt werden.

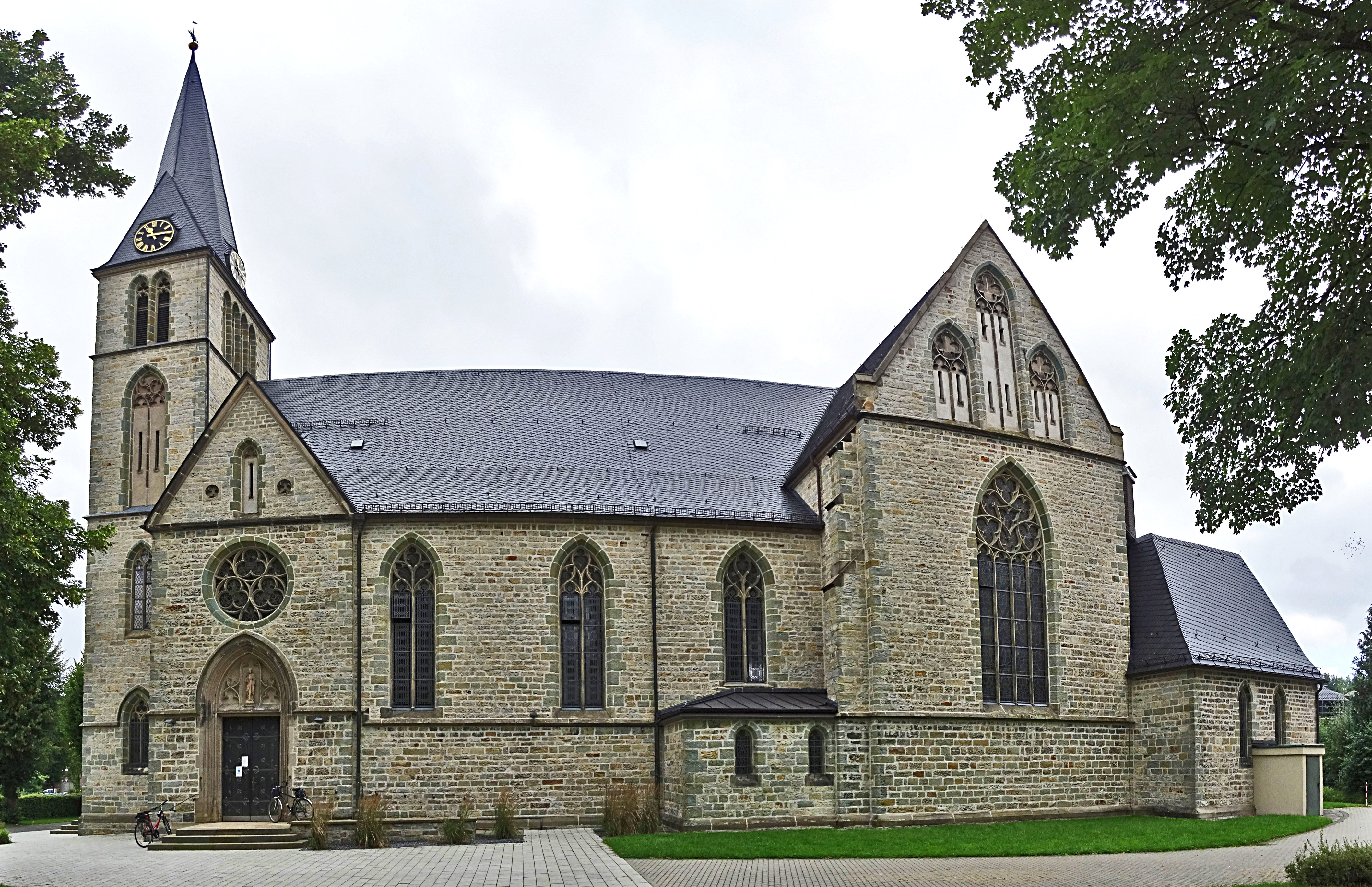
Heilig-Kreuz-Kirche

Dreimal wurde vergeblich versucht, eine eigene Pfarrei zu errichten, bis 1894 der vierte Versuch erfolgreich verlief. Altenbeken hatte zur Ablösung 3000 Mark an die Pfarrei in Buke zu errichten, zusätzlich war jährlich ein Küstergeld von 25 Mark zu zahlen. 1905 konnte die Heilig-Kreuz-Kirche errichtet werden. An die Alte Kirche, wie sie von Einheimischen genannt wird, wurde vor Jahren eine Friedhofshalle angebaut. Nach dem Bau einer Friedhofskapelle auf dem Friedhof wurde diese aber als Sakristei umgebaut.
Heute sind die drei katholischen Kirchengemeinden im Pastoralverbund Egge im Dekanat Paderborn des gleichnamigen Erzbistums organisiert. Dazu gehören die Gemeinden Heilig Kreuz in Altenbeken, St. Dionysius in Buke und St. Johannes Baptist in Schwaney.

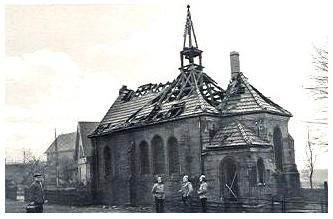
Ruine der am 22. März 1934 abgebrannten evangelischen Kirche

1888 gab es in Altenbeken 1285 katholische und 104 evangelische Christen und 11 Juden. Im Dezember 1900 wurde eine evangelische Kirche errichtet, die am 14. November 1901 eingeweiht werden konnte. Am 22. März 1934 brannte die Kirche bis auf die Außenmauern nieder. Bereits am 11. November des Jahres wurde mit einem Neubau begonnen, der am 14. Juli 1935 eingeweiht wurde. Mit den Zuwanderungsströmen nach dem Zweiten Weltkrieg stieg der Anteil der evangelischen Christen stark an, so dass im Mai 1946 die Stelle eines Hilfspredigers eingerichtet wurde. Heute gehören die evangelischen Christen in Altenbeken, Buke und Schwaney zur Gemeinde nach Bad Driburg.
Ein Indiz für die Verteilung der Religionen kann die konfessionelle Zugehörigkeit der Schüler in Altenbeken sein. Demnach gaben im Schuljahr 2006/2007 33,3 % der Schüler evangelisch, 54,9 % katholisch und 2,2 % islamisch als Religionszugehörigkeit an. 3,5 % gaben eine andere Religionszugehörigkeit und sechs Prozent keine Konfession an.

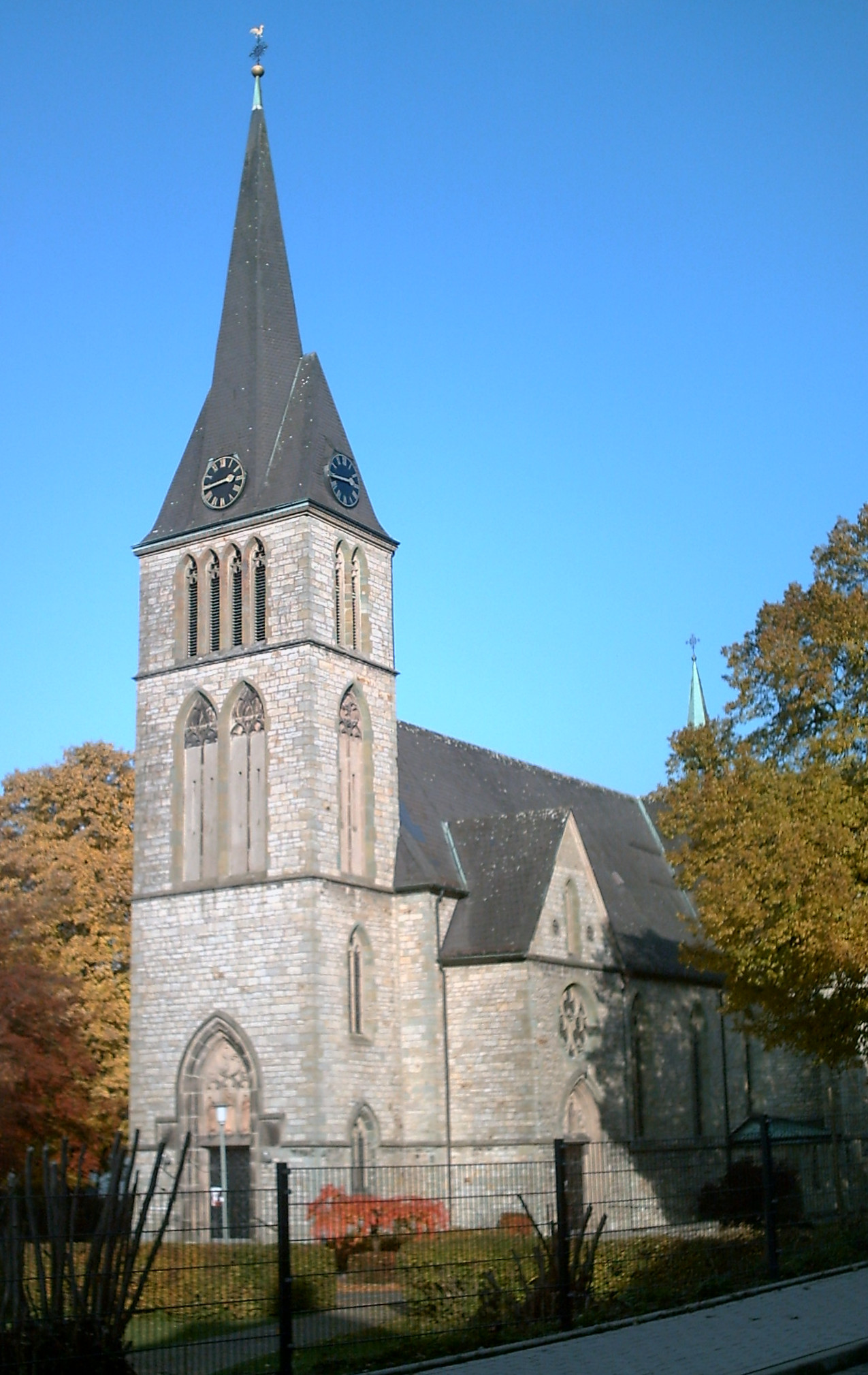
Die Heilig-Kreuz-Kirche in Altenbeken
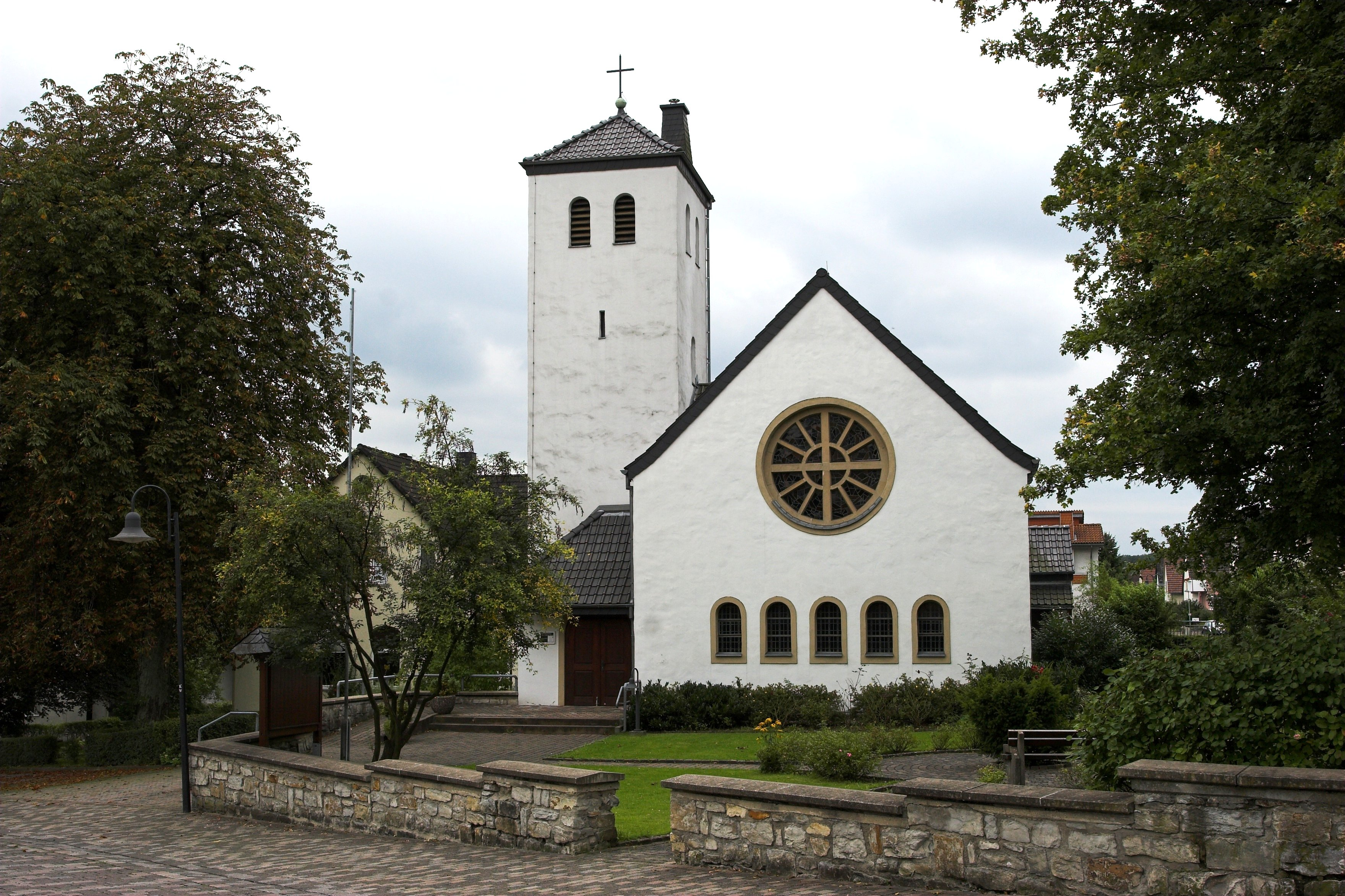
Die evangelische Kirche in Altenbeken
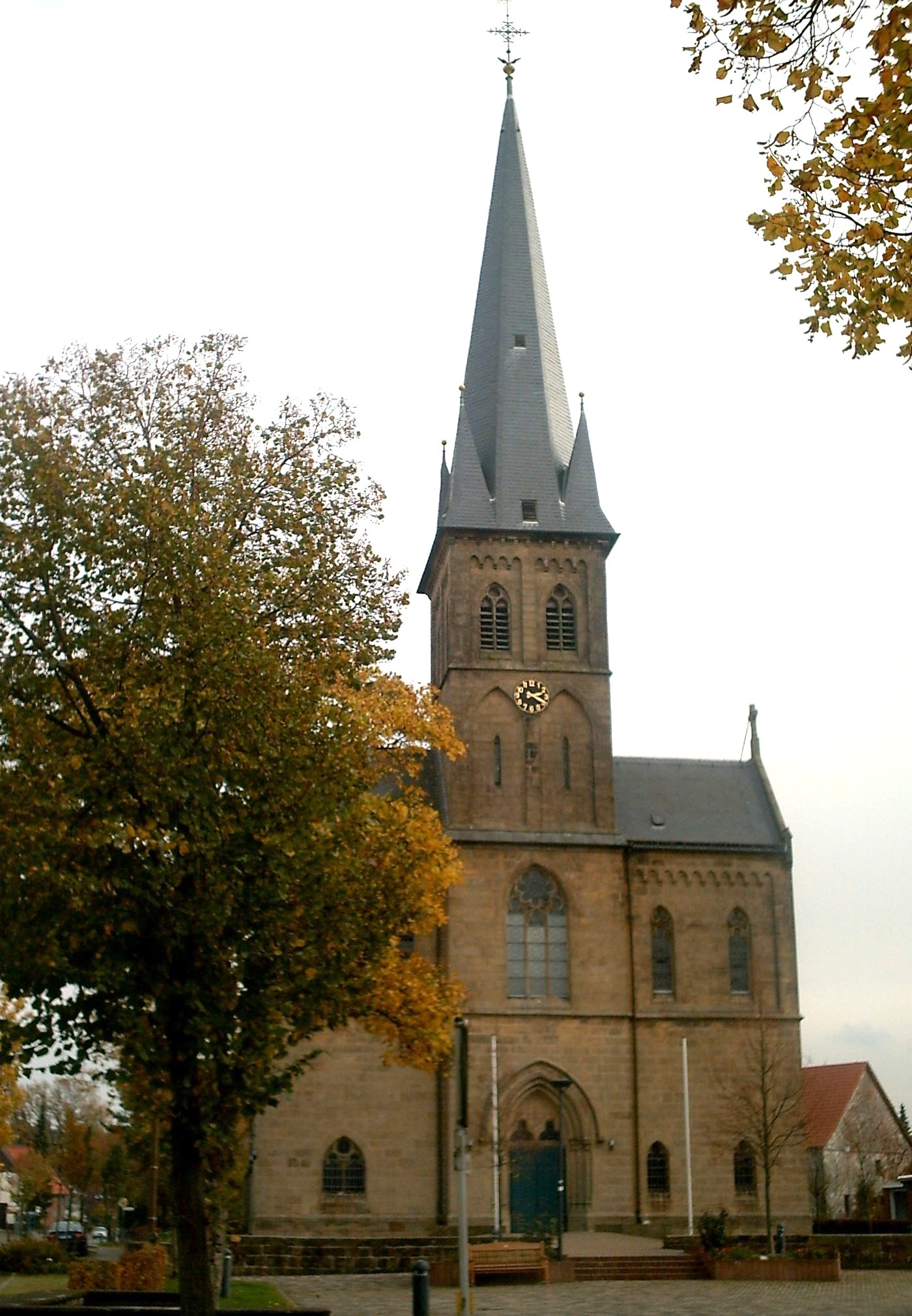
Die St.-Johannes-Baptist-Kirche in Schwaney
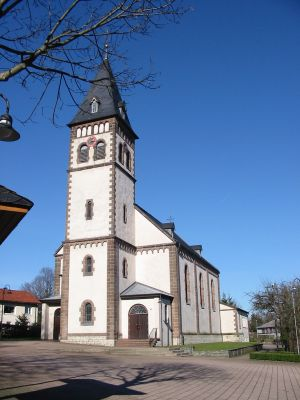
Die St.-Dionysius-Kirche in Buke

### Eingemeindungen
Im Mai 1921 wurde Bad Lippspringe zur Stadt erklärt und das Amt Lippspringe aufgelöst. Die verbleibenden Gemeinden Altenbeken, Neuenbeken, Benhausen, Marienloh, Buke und Schwaney wurden zum neuen Amt Altenbeken zusammengeschlossen. Die Amtsverwaltung blieb zunächst in Bad Lippspringe. 1947 konnte die Verwaltung nach Altenbeken verlegt werden.
Durch das Sauerland/Paderborn-Gesetz wurde das Amt Altenbeken mit Ablauf des 31. Dezember 1974 aufgelöst. Die bisherige Gemeinde Altenbeken wurde am 1. Januar 1975 mit den Gemeinden Buke und Schwaney zur neuen Gemeinde Altenbeken zusammengeschlossen, sie ist Rechtsnachfolgerin des aufgelösten Amtes. Die Gemeinden Benhausen und Neuenbeken des ehemaligen Amtes wurden in die Stadt Paderborn eingemeindet. Marienloh war aus dem Amt bereits 1969 in die Stadt Paderborn umgegliedert worden.

### Einwohnerentwicklung
Das Dorf Altenbeken entwickelte sich trotz einer vorhandenen Eisenindustrie nur langsam. 1448 hatte es etwa 300 Einwohner, zur Zeit des Siebenjährigen Krieges ca. 600. Erst mit dem Eisenbahnbau ab 1851 und dem damit verbundenen Aufschwung erhöhte sich die Bevölkerungszahl signifikant.
Bei den Zahlen handelt es sich vor 1836 um ungefähre Angaben, von 1836 bis 1970 und für 1987 um Volkszählungsergebnisse und ab 1975 um amtliche Fortschreibungen des Landesbetriebs Information und Technik NRW, Geschäftsbereich Statistik. Die Zahlen von 1975 bis 1985 sind geschätzte Werte, die Zahlen ab 1990 Fortschreibungen auf Basis der Ergebnisse der Volkszählung von 1987, ab 2012 Fortschreibungen auf Basis des Zensus 2011. Die Angaben beziehen sich ab 1871 sowie für 1946 auf die Ortsanwesende Bevölkerung, ab 1925 auf die Wohnbevölkerung und ab 1985 auf die Bevölkerung am Ort der Hauptwohnung. Vor 1871 wurden die Einwohnerzahlen nach uneinheitlichen Erhebungsverfahren ermittelt.
Altenbeken nach dem damaligen Gebietsstand
| Jahr | Einwohner |
| ---- | --------- |
| 1800 | 0.600     |
| 1836 | 0.848     |
| 1858 | 1.090     |
| 1900 | 1.593     |
| 1910 | 2.048     |
| 1925 | 2.556     |
| 1934 | 2.684     |
| 1940 | 2.705     |

| Jahr | Einwohner |
| ---- | --------- |
| 1941 | 2.588     |
| 1946 | 3.352     |
| 1950 | 3.613     |
| 1955 | 3.514     |
| 1960 | 3.332     |
| 1961 | 3.394     |
| 1970 | 3.474     |
| 1974 | 3.451     |

Bevölkerungsentwicklung in Altenbeken von 1800 bis 2016
(obere Linie: heutiger Gebietsstand, untere Linie: jeweiliger Gebietsstand)

Altenbeken nach dem heutigen Gebietsstand
| Jahr  | Einwohner |
| ----- | --------- |
| 1961¹ | 5.604     |
| 1970¹ | 6.095     |
| 1974  | 6.322     |
| 1975  | 6.312     |
| 1980  | 6.561     |
| 1985  | 6.880     |
| 1987¹ | 6.955     |
| 1990  | 7.632     |

| Jahr | Einwohner |
| ---- | --------- |
| 1995 | 8.571     |
| 2000 | 9.588     |
| 2005 | 9.636     |
| 2007 | 9.473     |
| 2012 | 9.233     |
| 2016 | 9.171     |
| 2017 | 9.192     |
| 2022 | 9.212     |

¹ Volkszählungsergebnis

## Politik

### Gemeinderat
Der Gemeinderat besteht derzeit aus 28 Sitzen. Hinzu kommt der Bürgermeister als Ratsvorsitzender.
Das Ergebnis der Wahl zum Gemeinderat am 13. September 2020 ist in den Diagrammen dargestellt. Die Wahlbeteiligung lag bei 60,4 %.

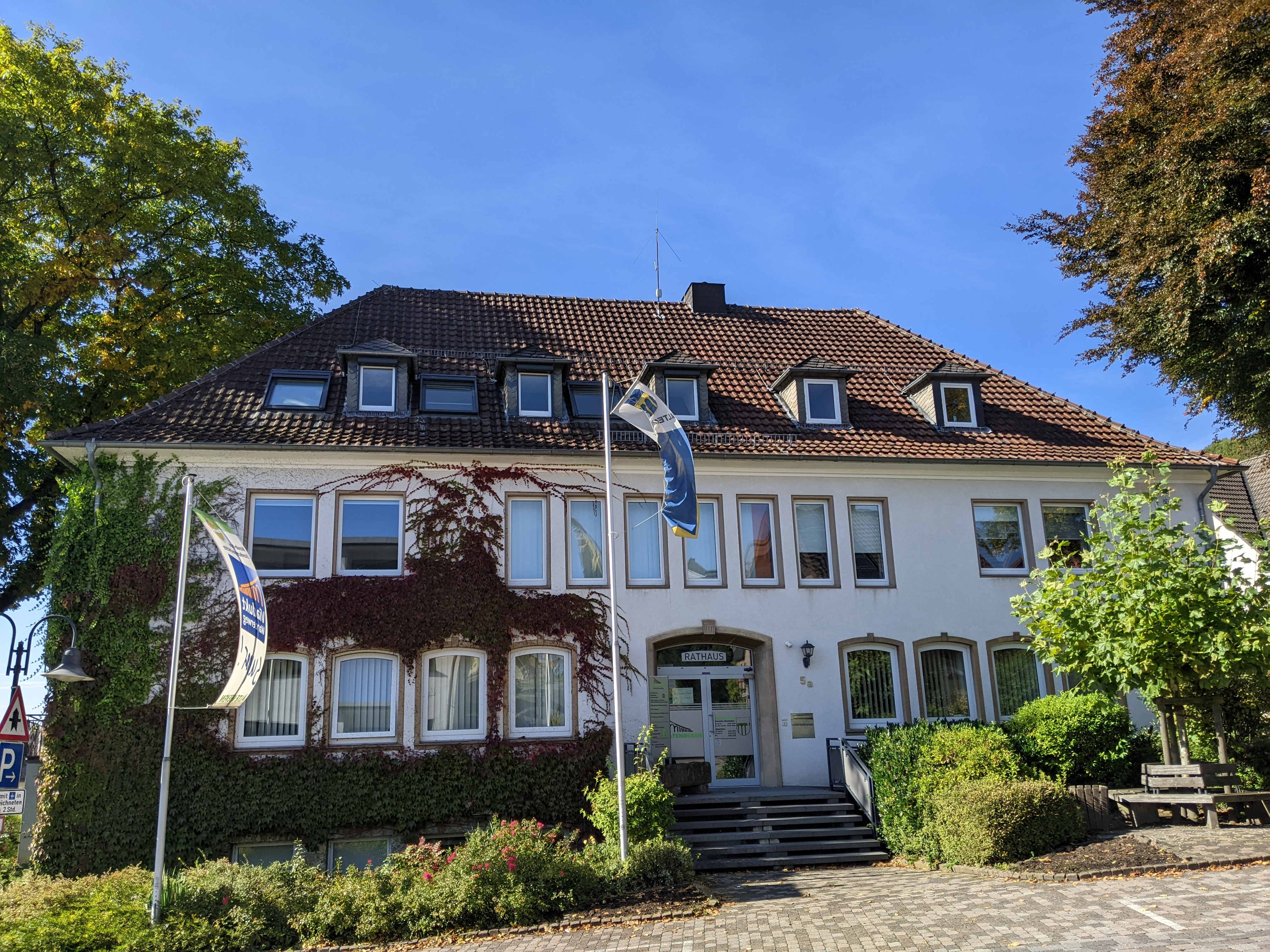
Altenbekener Rathaus

Die folgende Tabelle zeigt die Kommunalwahlergebnisse seit 1975:
| [ 23 ] [ 24 ]   | 2020    | 2020    | 2014    | 2014    | 2009    | 2009    | 2004    | 2004    | 1999    | 1999    | 1994    | 1994    | 1989    | 1989    | 1984    | 1984    | 1979    | 1979    | 1975    | 1975    |
| Partei          | Sitze   | %       | Sitze   | %       | Sitze   | %       | Sitze   | %       | Sitze   | %       | Sitze   | %       | Sitze   | %       | Sitze   | %       | Sitze   | %       | Sitze   | %       |
| --------------- | ------- | ------- | ------- | ------- | ------- | ------- | ------- | ------- | ------- | ------- | ------- | ------- | ------- | ------- | ------- | ------- | ------- | ------- | ------- | ------- |
| CDU             | 15      | 50,24   | 13      | 48,16   | 13      | 46,29   | 13      | 46,50   | 15      | 52,27   | 15      | 53,16   | 14      | 49,30   | 14      | 50,88   | 16      | 56,89   | 18      | 66,53   |
| SPD             | 07      | 25,40   | 10      | 36,89   | 11      | 38,01   | 12      | 42,88   | 10      | 35,74   | 11      | 39,81   | 09      | 30,90   | 10      | 34,56   | 11      | 38,60   | 08      | 28,43   |
| Grüne           | 04      | 15,90   | 03      | 09,10   | 02      | 08,38   | 02      | 07,43   | 02      | 07,15   | –       | –       | 02      | 08,08   | 02      | 09,43   | –       | –       | 0–      | –       |
| ABA 1           | 01      | 05,44   | 01      | 03,62   | 02      | 07,32   | 0–      | –       | 0–      | –       | –       | –       | 0–      | –       | 0–      | –       | –       | –       | 0–      | –       |
| FDP             | 01      | 03,03   | 01      | 02,23   | –       | –       | 01      | 03,20   | 0–      | –       | –       | –       | 0       | 03,45   | 01      | 05,13   | 0       | 04,51   | 01      | 05,03   |
| UWG 2           | –       | –       | –       | –       | –       | –       | –       | –       | 01      | 04,84   | 01      | 07,03   | 02      | 08,27   | –       | –       | –       | –       | –       | –       |
| Einzelbewerber  | –       | –       | –       | –       | –       | –       | –       | –       | 0       | 01,01   | –       | –       | –       | –       | –       | –       | –       | –       | –       | –       |
| Gesamt 3        | 28      | 100     | 28      | 100     | 28      | 100     | 28      | 100     | 28      | 100     | 27      | 100     | 27      | 100     | 27      | 100     | 27      | 100     | 27      | 100     |
| Wahlbeteiligung | 60,24 % | 60,24 % | 59,31 % | 59,31 % | 62,48 % | 62,48 % | 67,86 % | 67,86 % | 69,78 % | 69,78 % | 84,16 % | 84,16 % | 73,77 % | 73,77 % | 81,33 % | 81,33 % | 81,29 % | 81,29 % | 92,12 % | 92,12 % |

1 Altenbekener Bürgerallianz

2 Unabhängige Wählergemeinschaft

3 ohne Berücksichtigung von Rundungsdifferenzen

### Bürgermeister
Zum Bürgermeister wurde 2020 mit 67,72 % der Stimmen Matthias Möllers (CDU) gewählt. Sein Vorgänger war seit 1999 der Diplom-Verwaltungswirt Hans Jürgen Wessels (* 1956) (SPD) als erster hauptamtlicher Bürgermeister der Gemeinde Altenbeken. Er führt die Amtsgeschäfte gegen eine CDU-Ratsmehrheit. Bei den Kommunalwahlen 2014 wurde er im ersten Wahlgang mit 52,39 % der gültigen Stimmen im Amt bestätigt; die CDU hatte weiterhin die relative Mehrheit der Ratssitze.
Die ehrenamtlichen Bürgermeister von Altenbeken seit 1905:
| - 1905–1915 Josef Hösche - 1915–1933 Ignatz Claes - 1933–1945 Franz Volkhausen - 1945–1946 Anton Gehlhaus - 1946–1948 Josef Driller - 1948–1956 Anton Freitag | - 1956–1975 Heinrich Menne - 1975–1979 Anton Finke - 1979–1993 Willi Ernst - 1993–1995 Werner Niggemeyer - 1995–1999 Dagmar Kleinemeier |

Hauptamtliche Bürgermeister seit 1999:
- 1999–2020 Hans Jürgen Wessels
- seit 2020 Matthias Möllers

### Wappen und Flagge
Der Gemeinde Altenbeken wurde mit Urkunde des Regierungspräsidenten in Detmold am 3. Dezember 1976 das Recht zur Führung eines Wappens verliehen.
Blasonierung: In Blau ein goldener (gelber) Viadukt auf vier Pfeilern.
Der im Wappen abgebildete Altenbekener Viadukt ist das Wahrzeichen der Gemeinde. Er wurde nach zweijähriger Bauzeit von König Friedrich Wilhelm IV., der den 529.000 Taler teuren Bau finanziert hatte, eröffnet. Dabei soll er gesagt haben: „Ich habe geglaubt eine goldene Brücke vorzufinden, weil so schrecklich viele Taler verbraucht worden sind.“ Durch die moderne Illumination dieses Bauwerks erstrahlt die Brücke nachts in einem goldenen Glanz.
Gemäß Urkunde des Regierungspräsidenten Detmolds vom 3. Dezember 1976 hat die Gemeinde das Recht, eine Flagge als Banner zu führen.
Flaggenbeschreibung: Von Blau und Gelb längsgestreift mit dem Wappen der Gemeinde im gelben Bannerhaupt.

### Gemeindepartnerschaft

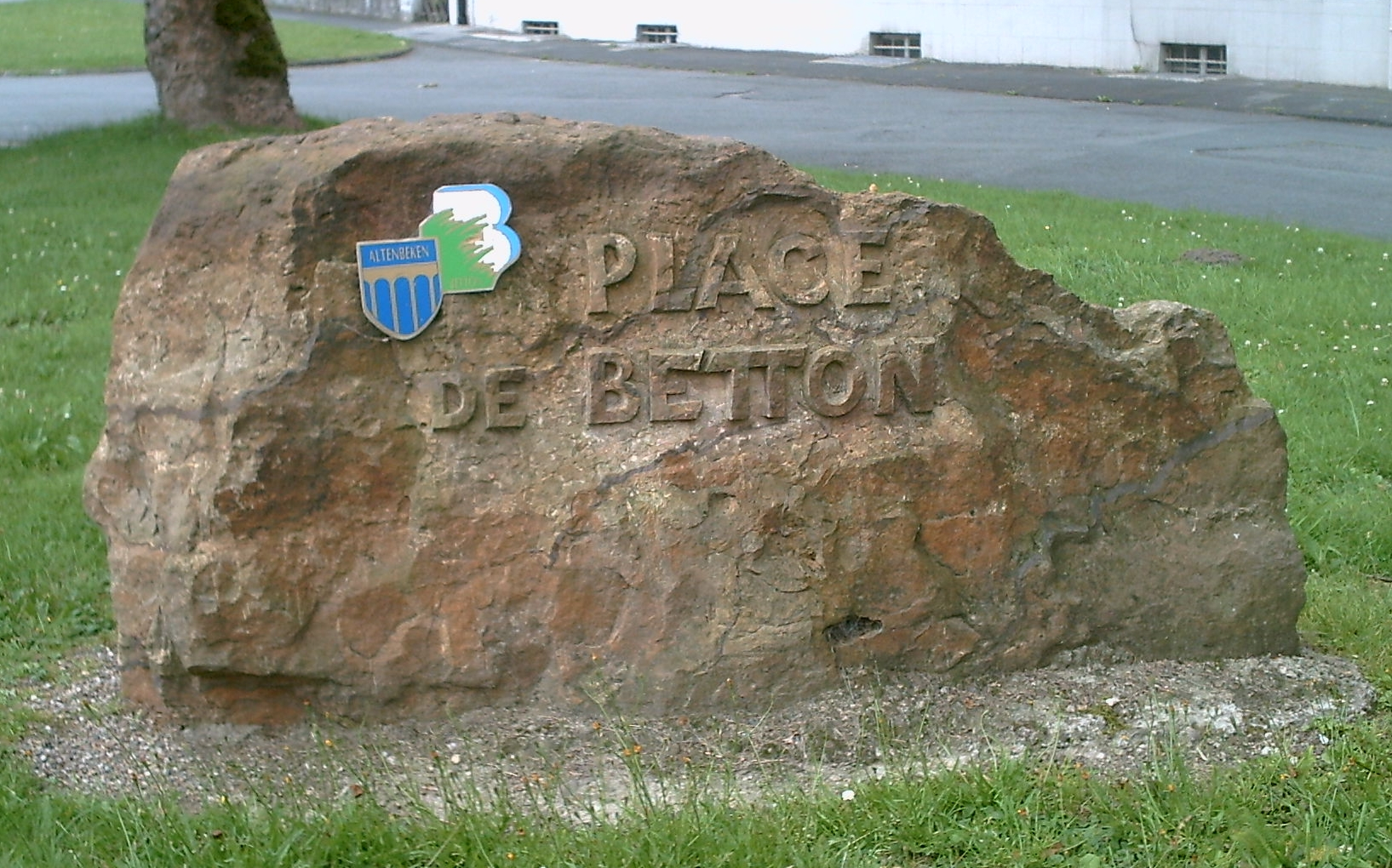
Gedenkstein am Place de Betton

Nach Beschlüssen der Gemeinderäte besteht seit 1993 eine Gemeindepartnerschaft mit der französischen Gemeinde Betton nahe Rennes. Die Partnerschaftsurkunden wurden am 16. Juli 1993 im Egge-Museum in Altenbeken und am 9. Oktober 1993 in Betton unterzeichnet. Der damals gegründete Deutsch-Französische Freundeskreis Altenbeken-Betton, der vor allem gegenseitige Besuche organisierte, hat sich inzwischen wieder aufgelöst, wobei die Städtepartnerschaft aber fortbesteht und die Aufgaben des Freundeskreises nunmehr von der Gemeindeverwaltung wahrgenommen werden. Es besteht eine private Homepage.

## Kultur und Sehenswürdigkeiten

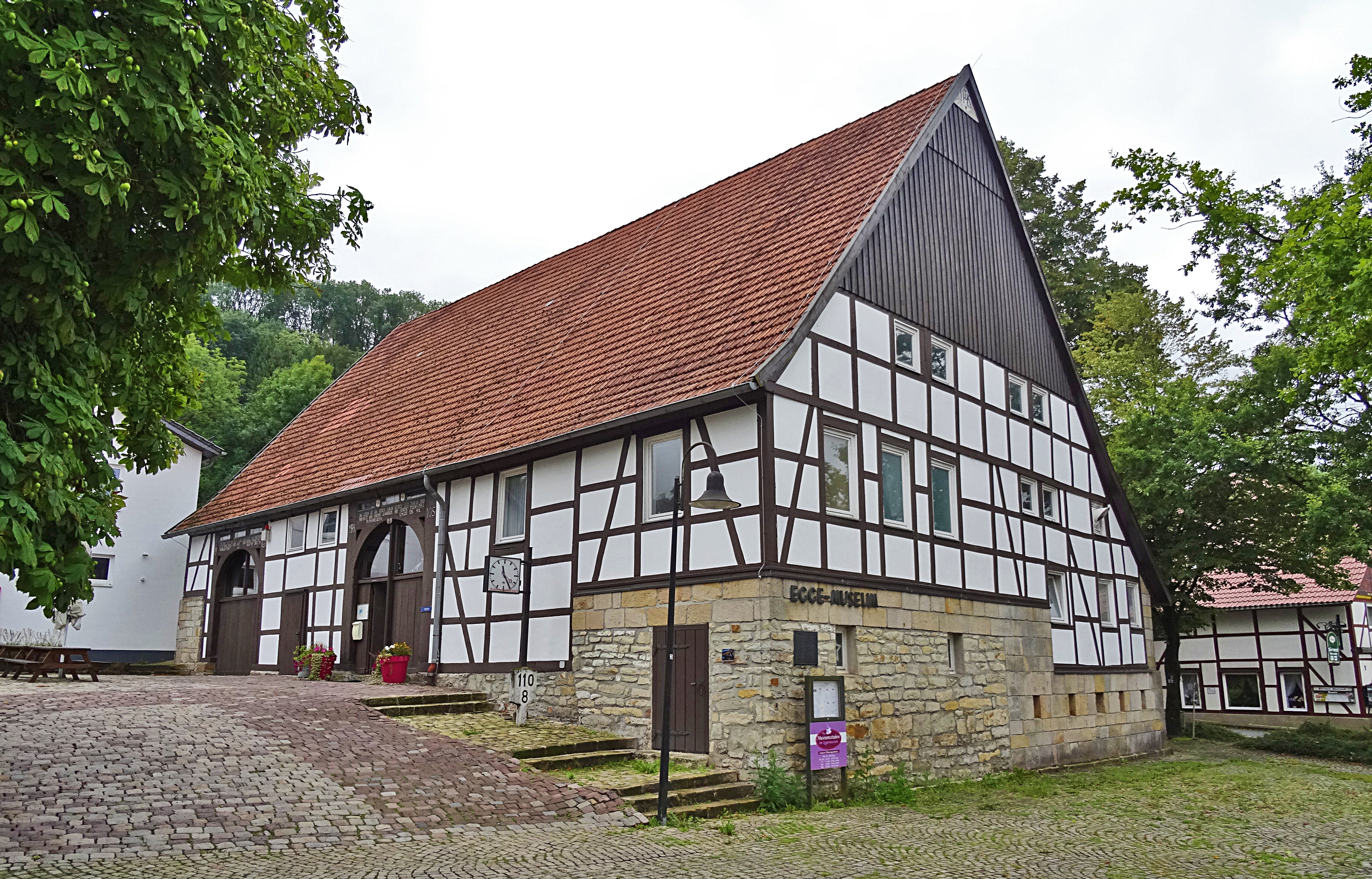
Das Eggemuseum

### Theater
Der Veranstalter Kulturbüro OWL hat in den vergangenen Jahren, zum Teil in Zusammenarbeit mit dem WDR zahlreiche namhafte Künstler nach Altenbeken gebracht. 2006/2007 traten Martina Schwarzmann, Rainald Grebe, Gabi Köster, Wiglaf Droste, Volker Pispers, Fatih Çevikkollu und Paul Millns in Altenbeken auf. Veranstaltungsort ist meist das Eggemuseum, wo auch das WDR-Kabarettfest 2007 stattfand.

### Museen
In einem alten Altenbekener Fachwerkhaus befindet sich das 1976 eröffnete Eggemuseum. Hier werden vornehmlich Exponate aus der Zeit gezeigt, zu der in Altenbeken die Eisengewinnung und -verarbeitung von Bedeutung war.

### Musik
In jedem der drei Altenbekener Ortsteile gibt es mehrere Musikvereine.
Besonders die Musikzüge sind stark in der Jugendarbeit engagiert und prägen das Bild der örtlichen Feste und Veranstaltungen.
Die Garde-Grenadiere Altenbeken sind ein Musikcorps in Besetzung einer englischen Brassband. Die historische Uniform der Garde-Grenadiere entspricht der Offiziersuniform des 8. Garde-Grenadier-Regiments Friedrichs des Großen aus dem 17./18. Jahrhundert. Die Anfänge der Garde-Grenadiere reichen bis in das Jahr 1908 zurück. Dementsprechend reicht auch das breite Musikrepertoire von alten deutschen Märschen über weltberühmte Filmmelodien bis hin zu aktuellen Hits aus den Charts.
Das Bahnorchester aus Altenbeken geht auf eine Musikgruppe des Josephsvereins zurück, die 1919 gegründet wurde. 2 Jahre später wurde daraus ein eigenständiger Verein, der sich 1948 dem Bundesbahn-Sozialwerk anschloss. Seit 1987 ist es ein eingetragener Verein. Zum Repertoire gehören neben der traditionellen Blasmusik und populären Melodien Big-Band-Arrangements und sakrale Werke.
Das Trompeterkorps 8. Husaren Buke entwickelte sich aus dem 1949 gegründeten Spielmannszug der Freiwilligen Feuerwehr Buke. Die Musiker treten seit 1971 in den Uniformen des Husaren-Regiments „Kaiser Nikolaus II. von Russland“ auf und orientieren sich in Musik und Auftritt an diesem historischen Vorbild. Musikalischer Schwerpunkt ihres Repertoires sind Kavallerie-Märsche.
Das Bundesschützen-Garde-Musikkorps Schwaney wurde 1901 als Spielmannszug mit Trommlern und Pfeifern gegründet. Nach Unterbrechungen durch die Weltkriege wuchs der Verein ab 1948 wieder kontinuierlich. 1968 kamen Fanfaren als Instrumente hinzu, 1973 traten die Musikanten erstmals in roten Uniformen auf, die im Jahr 1983 an die der englischen Hofgarde angepasst wurden. Der Name des Vereins wurde dann 1990 in Garde Musikkorps geändert. Zum Repertoire gehören Marschmusik, Konzertmusik, Unterhaltungsmusik und kirchliche Musik. Der Verein hat 54 aktive und 34 passive Mitglieder (Stand September 2007). Auf dem großen 105-jährigen Jubiläumskonzert am 4. November 2006 wurde das Garde-Musikkorps vom Diözesanbundesmeister Hans Besche vom Bund der historischen Schützenbruderschaften zum Bundesschützen-Musikkorps ernannt und trägt seit dem den Titel: „Bundesschützen Garde Musikkorps Schwaney“.
Der Spielmannszug Königin Kürassiere Altenbeken wurde offiziell im Jahr 2003 gegründet und präsentiert sich in der historischen Uniform des Kürassier-Regiments „Königin“ Nr. 2. Der Werdegang der Spielmannsmusik in Altenbeken lässt sich jedoch bis in das Jahr 1906 zurückverfolgen. Zeitweise als Spielmanns- und Fanfarenzug bekannt, welcher sich 1984 von den „Garde Grenadieren“ löste, schlossen sich im Jahr 1985 einige ehemalige Spielleute zusammen, um den Spielmannszug „Alte Garde“ zu gründen. Aus diesem gingen später die „Königin Kürassiere“ hervor.
Heute zeichnet sich der Spielmannszug durch viele junge Flötisten und Trommler aus, die Spaß an der Musik haben und die Spielmannstradition weitergeben wollen. Das breite Repertoire reicht von traditionellen Straßenmärschen über Konzertstücke bis zu moderner Unterhaltungsmusik und professionellen Drumshows.

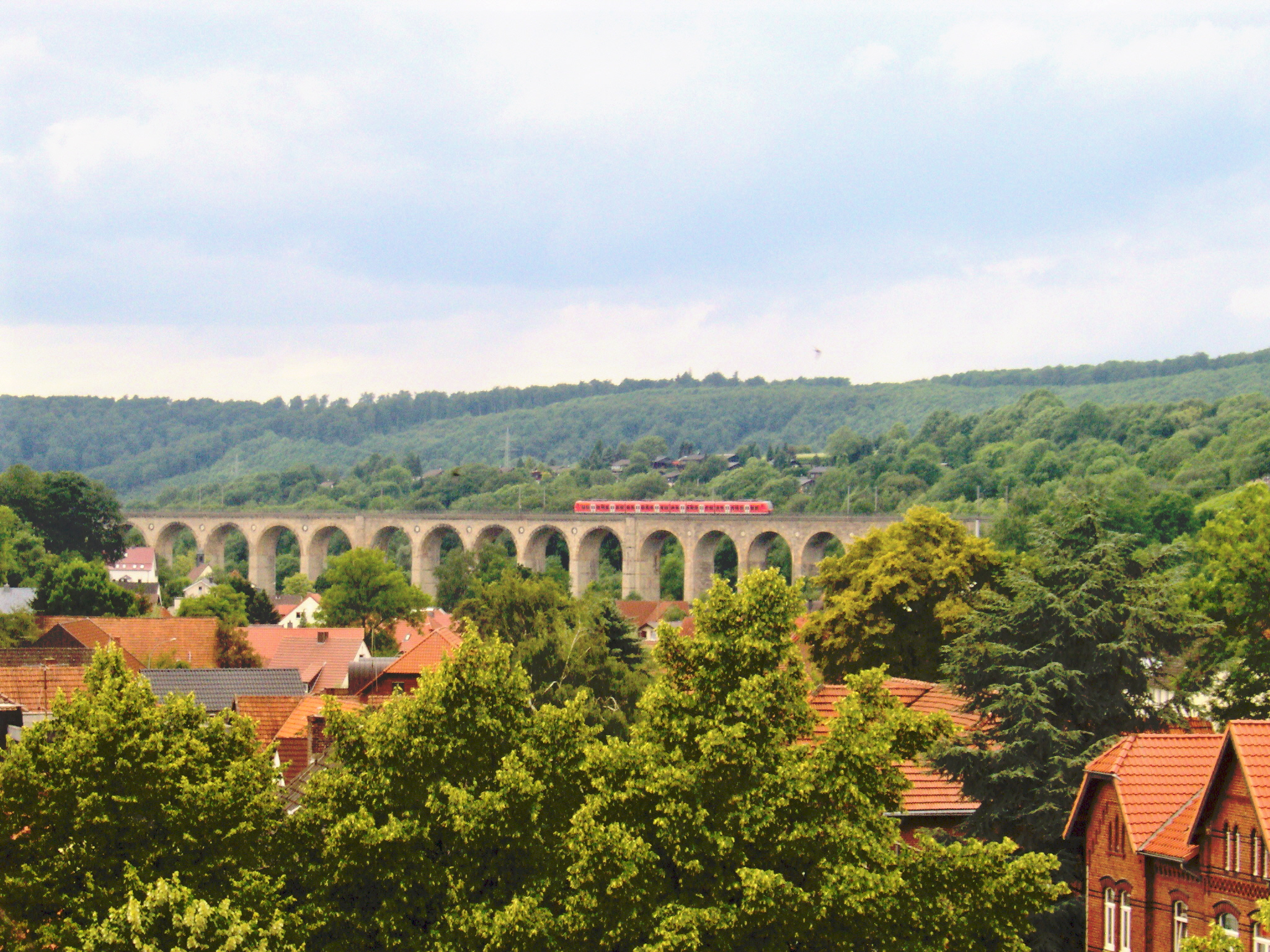
Der Altenbekener Viadukt

### Bauwerke

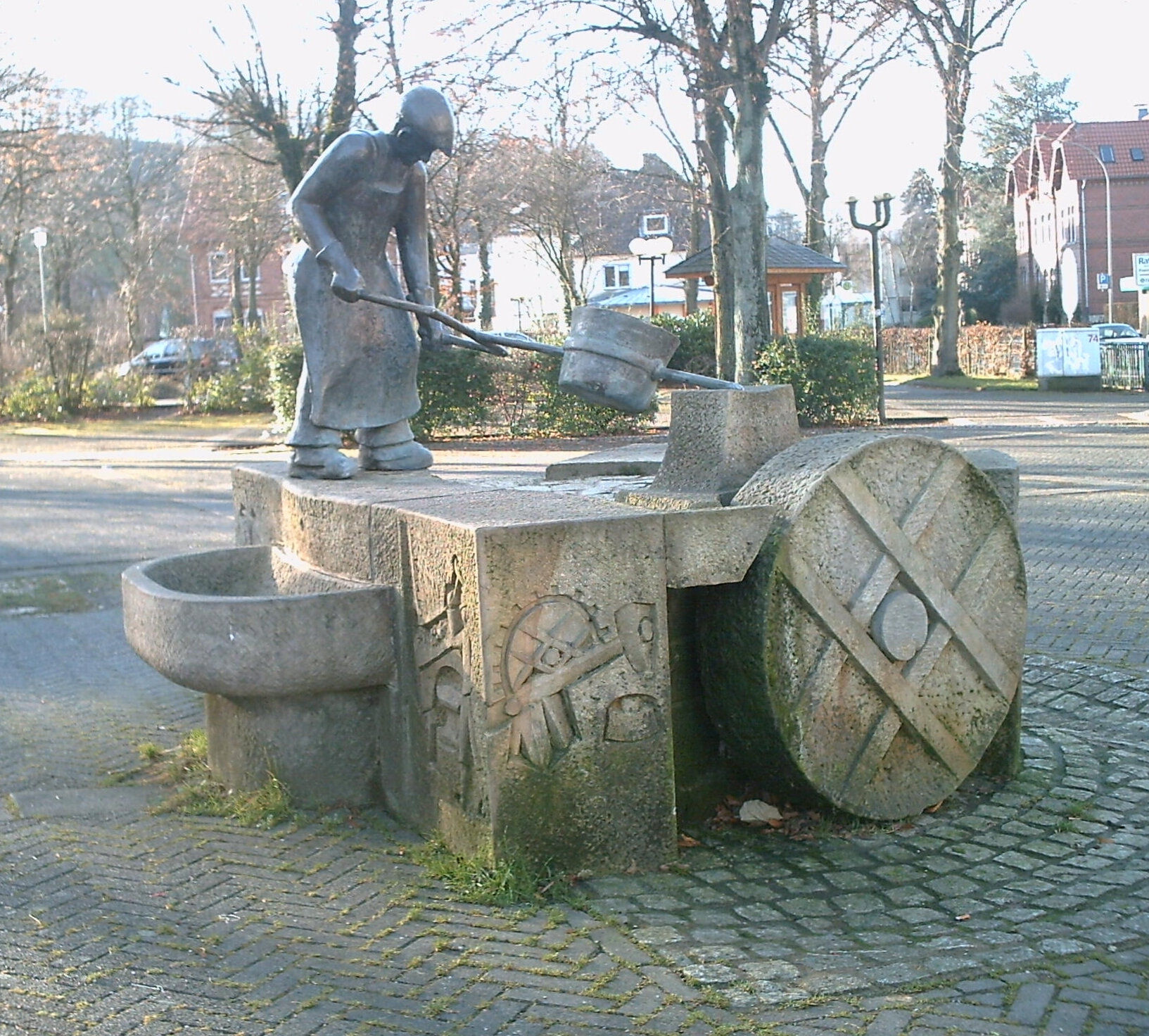
Brunnen auf dem Marktplatz, ein Eisengießer bei der Arbeit

Touristisch bekannt ist Altenbeken für den 1853 eingeweihten und denkmalgeschützten Altenbekener Viadukt, dessen Bild die Gemeinde auch im Wappen führt. Die imposante Eisenbahnbrücke hat eine Länge von 482 m, ist 35 m hoch, überspannt mit 24 Bögen das Tal der Beke und ist die größte Kalksandsteinbrücke Europas. Er wurde im November 1944 und ein zweites Mal im Februar 1945 durch Bomben zerstört und konnte erst im Oktober 1950 wieder in Betrieb genommen werden. Drei Kilometer westlich in Richtung Neuenbeken befindet sich der Kleine Viadukt.
Zu den Eisenbahnbauwerken des Ortes gehört auch der 1632 m lange Rehbergtunnel von Altenbeken nach Langeland. Dieser wurde am 1. Oktober 1864 offiziell in Betrieb genommen.

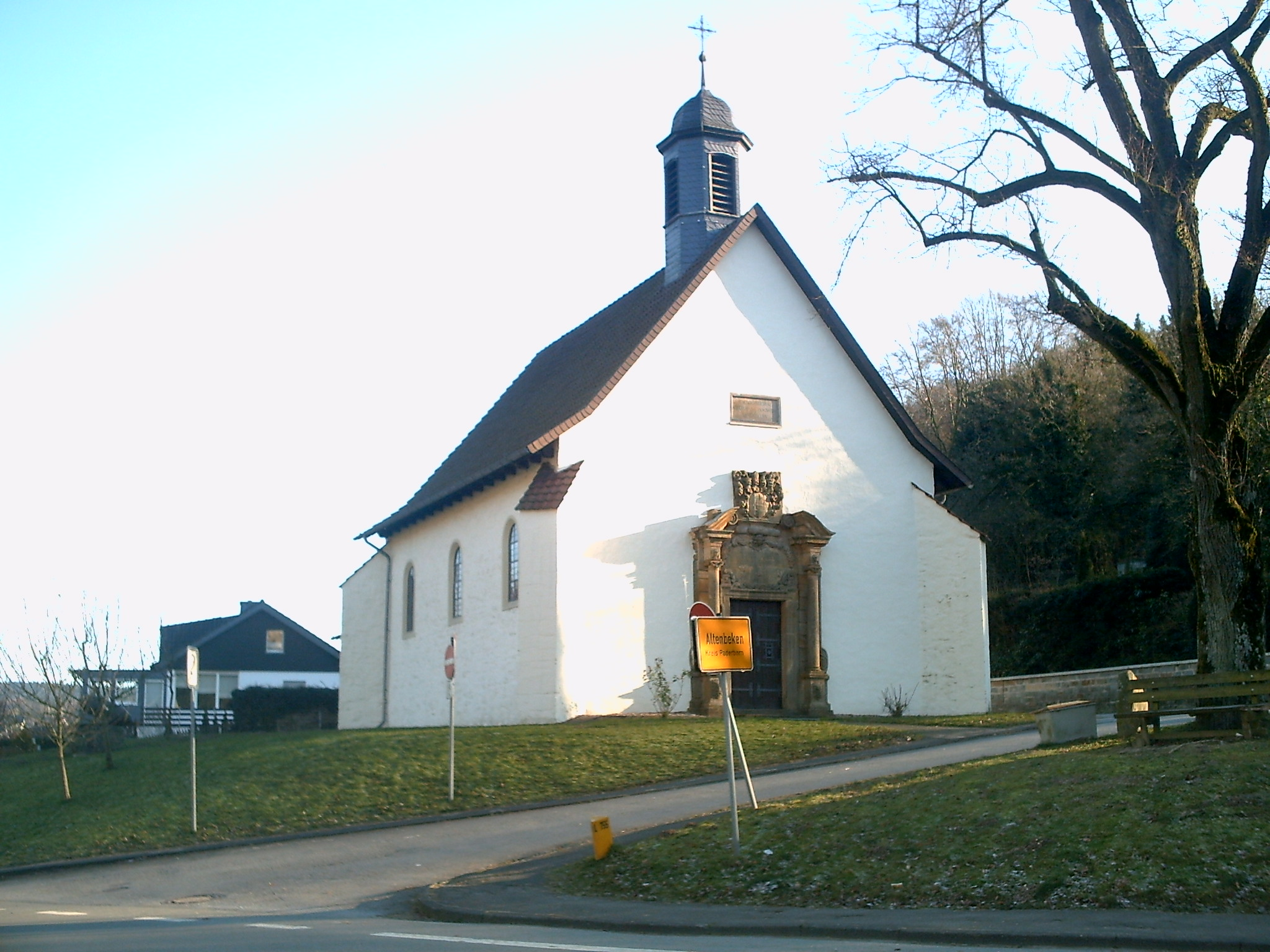
Die Kreuzkapelle in Altenbeken

Die Kreuzkapelle ist ein barocker dreijochiger Saalbau von 1669, der ursprünglich überwölbt war. Im Zweiten Weltkrieg wurde das Gewölbe zerstört und man zog eine Balkendecke ein. Im Inneren ist eine Kreuzigungsgruppe und eine Hängemadonna aus dem 18. Jahrhundert zu sehen.

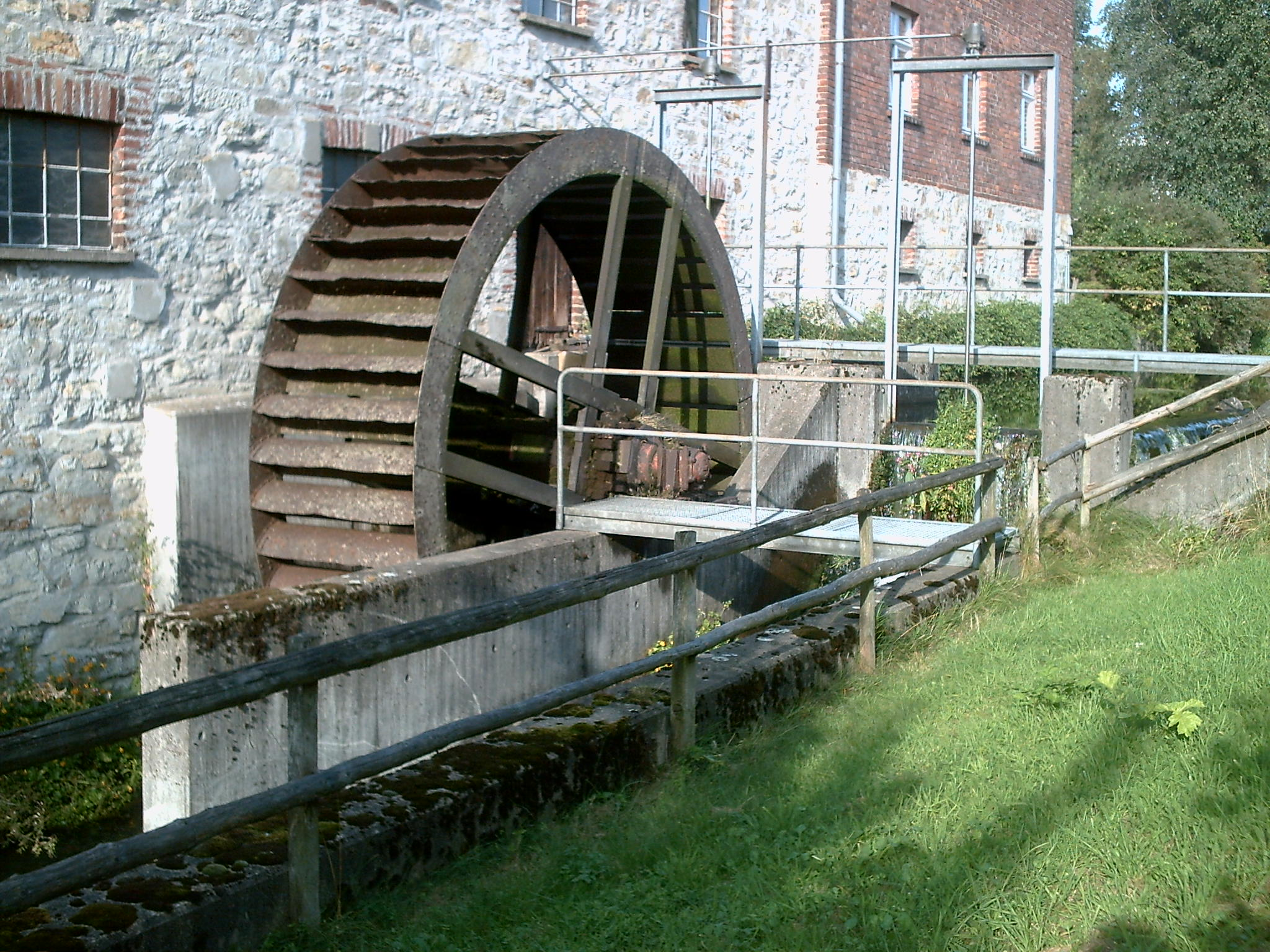
Wassermühle (Ölmühle) an der Beke

Auch gibt es in Altenbeken eine alte Ölmühle, die von der Beke angetrieben wurde.

### Denkmalslok

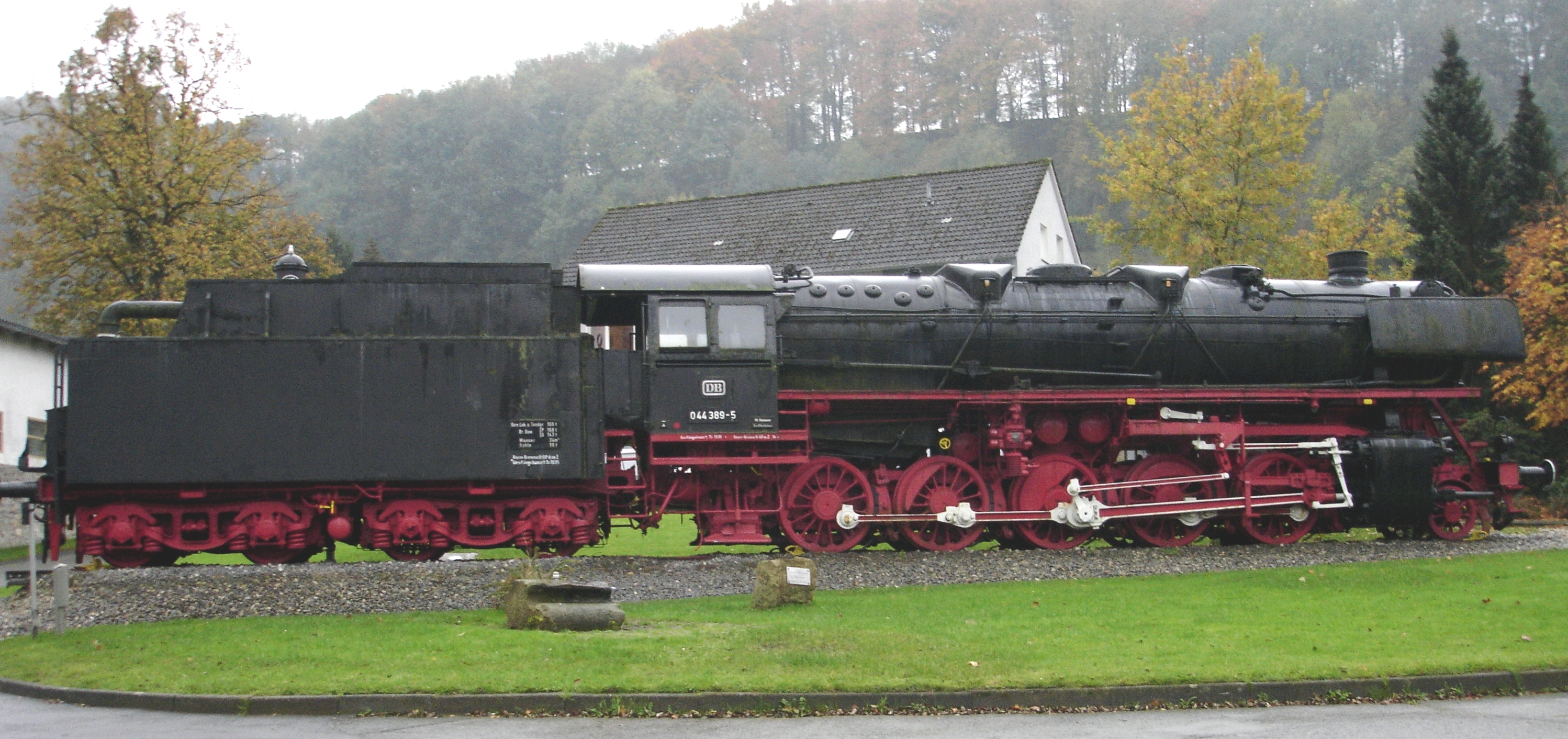
Die Denkmalslok

Gegenüber dem Eggemuseum ist die Güterzuglokomotive 044 389-5 als Denkmal aufgestellt. Die 1941 ausgelieferte Lok wurde bis zu ihrer Ausmusterung am 5. Juli 1976 vor schweren Güterzügen, unter anderem auf den Strecken bei Altenbeken, eingesetzt und erinnert an die Dampflokzeit, die den Ort prägte.
Aus Anlass der Eröffnung der Freizeitanlage Driburger Grund im Jahr 1976 schlug Bürgermeister Anton Finke vor, eine Lokomotive als Kinderspielgerät aufzustellen. Der Fabrikant Anton Driller stellte hierfür eine Schenkung von 10.000 DM in Aussicht. Rudolf Koch, Schriftführer der GDL initiierte daraufhin gemeinsam mit anderen GDL-Mitgliedern sowie mit Unterstützung des Gemeindedirektors Heinrich Middeke und der Leitung des Bahnbetriebswerks Altenbeken den Ankauf einer Dampflokomotive vom Bundesbahn-Zentralamt Minden. Die Lok 044 389-5 wurde im Bw Ottbergen ausgewählt und durch die Ortsgruppe Altenbeken der GDL zum Preis von 16.428 DM erworben.
Im Bw Altenbeken restaurierten ehrenamtliche Mitarbeiter die Lok und stellten sie auf einem Gleisstück des früheren Gleisanschlusses Kalkofen auf. Die Lokomotive wurde zuvor auf der Schiene nach Paderborn überführt, dort auf einen Straßenroller verladen und auf der Straße bis zum Aufstellort weitertransportiert. Die Kosten für Ankauf, Restaurierung, Überführung und Aufstellung in Höhe von etwa 40.000 DM wurden durch Spenden aufgebracht.
Bis zum Jahr 2007 kümmerte sich die Initiative Museumslokomotive um die Pflege und Instandhaltung der Lok. Die Initiative wurde 2006 aus Altersgründen aufgelöst und die Arbeiten der Gemeinde übertragen. Im Jahr 2020 begannen umfangreiche Restaurierungsarbeiten, finanziert aus Fördermitteln des Landes NRW. Die Arbeiten übernahm die Paderborner Diplom-Restauratorin Dorothee Brück, sie sollen im Laufe des Jahres 2021 abgeschlossen werden.

### Naturschutzgebiete und Naturdenkmäler
Teilweise auf dem Gebiet der Gemeinde liegen die Naturschutzgebiete Egge-Nord und Stollen am großen Viadukt westlich Altenbeken mit einer Gesamtgröße von 1606,69 bzw. 1,89 ha (siehe auch Liste der Naturschutzgebiete im Kreis Paderborn). Die Gemeinde zählt weiterhin zum Naturpark Teutoburger Wald/Eggegebirge.

### Sport
In Altenbeken existieren vier allgemeine Sportvereine, die vorrangig Angebote aus dem Breitensportbereich bieten. Darüber hinaus gibt es drei Schießsportgruppen, einen Volleyballclub, zwei Frauen-Schwimmclubs, eine DLRG-Ortsgruppe, einen Tennisclub und einen Laufverein. Die meisten der Sportvereine sind im Gemeindesportverband Altenbeken organisiert.

### Regelmäßige Veranstaltungen
Seit 2003 findet in Altenbeken alle zwei Jahre das Eisenbahn- und Kulturfest Vivat Viadukt statt.
Außerdem findet jedes Jahr das Schützenfest statt, welches von der St. Sebastian Schützenbruderschaft Altenbeken veranstaltet wird.
Am Nikolaustag veranstaltet das Bahn-Sozialwerk seit 1948 einen Nikolauszug, bei dem der Nikolaus traditionell mit einer (Dampf-)Lokomotive in den Bahnhof einfährt, um anschließend zum Marktplatz zu ziehen und dort Geschenke an Kinder zu verteilen.
Der Radiosender WDR 5 sendet aus Altenbeken in unregelmäßigen Abständen die Sendereihe Lob der Provinz im Rahmen der Kabarett- und Unterhaltungssendung Unterhaltung am Wochenende.

### Kulinarische Spezialitäten
Im Paderborner Raum wurde hauptsächlich Roggen und weniger Weizen angebaut, so dass sich das Paderborner Brot entwickelte. Aus drei Vierteln Roggen und einem Viertel Weizen wird mit etwas Sauerteig in einem hölzernen Backtrog angesetzt. Der Teig muss eine Nacht ziehen und kann am nächsten Tag gebacken werden.

## Wirtschaft und Infrastruktur

### Verkehr

#### Straßenverkehr
Die wichtigste Ost-West-Verbindung ist die B 64, die den Ortsteil Buke durchschneidet und Altenbeken mit dem Raum Höxter und dem Raum Paderborn verbindet.
Außerdem treffen sich in Altenbeken die Landesstraße 828 (L 828), die Altenbeken mit Detmold im Norden und der A 44 in Richtung Warburg im Süden verbindet, und die Landesstraße 755 (L 755), eine Nebenstrecke in Richtung Paderborn und Höxter. Die A 44 und die A 33 sind in etwa 15 km zu erreichen.

#### Schienen- und Busverkehr

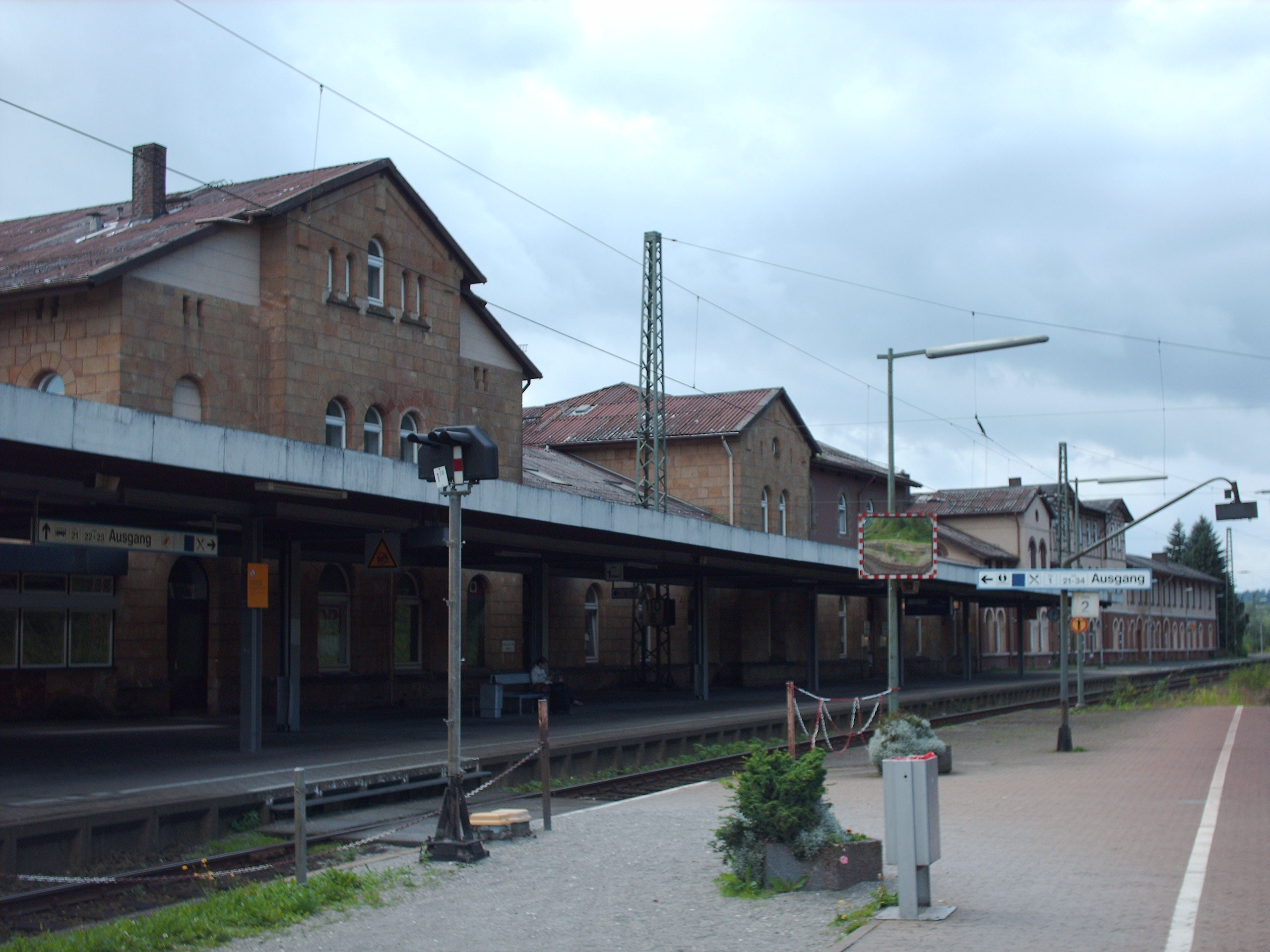
Bahnhofsgebäude in Altenbeken fertiggestellt 1864

Der Bahnhof Altenbeken ist ein Eisenbahnknoten, an dem im Schienenpersonenfernverkehr einzelne Züge der Linien IC 50 Düsseldorf–Hamm–Kassel–Erfurt–Gera/Leipzig und ICE 41 Darmstadt–Frankfurt–Köln–Düsseldorf–Hamm–Kassel–Würzburg–München verkehren. Im Nahverkehr werden folgende Linien angeboten:
| Linie | Linienbezeichnung     | Linienweg | Betreiber         |
| ----- | --------------------- | --- | ----------------- |
| RE 11 | Rhein-Hellweg-Express | Düsseldorf – Dortmund – Hamm – Paderborn – Altenbeken – Kassel-Wilhelmshöhe                                                                         | National Express  |
| RB 72 | Ostwestfalen-Bahn     | Herford – Lage – Detmold – Altenbeken – Paderborn                                                                                                   | Eurobahn          |
| RE 82 | Der Leineweber        | Bielefeld – Lage – Detmold – Altenbeken | Eurobahn          |
| RB 84 | Egge-Bahn             | Paderborn – Altenbeken – Höxter-Ottbergen – Holzminden – Kreiensen Flügelung in Höxter-Ottbergen, Zugteil nach Göttingen fährt als RB 85            | NordWestBahn      |
| RB 85 | Egge-Bahn             | Paderborn – Altenbeken – Höxter-Ottbergen – Bodenfelde – Göttingen Flügelung in Höxter-Ottbergen, Zugteil nach Holzminden/Kreiensen fährt als RB 84 | NordWestBahn      |
| RB 89 | Ems-Börde-Bahn        | Münster – Hamm – Paderborn – Altenbeken – Warburg                                                                                                   | Eurobahn          |
| S 5   | S-Bahn-Linie 5        | Paderborn – Altenbeken – Steinheim – Schieder – Lügde – Bad Pyrmont – Hameln – Weetzen – Hannover – Langenhagen – Hannover-Flughafen                | Transdev Hannover |

Eine Anbindung an das Oberzentrum Paderborn erfolgt für den Ortsteil Buke durch die Buslinie S30 (Bad Driburg – Buke – Paderborn), die im Stundentakt verkehrt. Aus den Ortsteilen Altenbeken und Schwaney ist Paderborn mit der Buslinie R31 (Altenbeken – Buke – Schwaney – Willebadessen) und Umstieg in Buke in die S30 zu erreichen.
Altenbeken liegt im Teilnetzbereich „Hochstift“ (Kreise Höxter und Paderborn) des Westfalentarifs. Der Aufgabenträger für den ÖPNV in diesem Gebiet (mit Ausnahme der Stadt Paderborn) ist der NPH (Nahverkehrsverbund Paderborn-Höxter).

#### Flugverkehr
Der Flughafen Paderborn/Lippstadt bietet in etwa 30 km Entfernung eine internationale Verkehrsanbindung im Luftverkehr.

### Medien
Nachrichten aus Altenbeken findet man in den regionalen Tageszeitungen Westfalen-Blatt und Neue Westfälische. Zudem erscheint vierteljährlich im Hochstift Paderborn die Zeitschrift Die Warte für die Kreise Paderborn und Höxter, mit Beiträgen zur Regionalgeschichte, Literatur und Kunst. Außerdem erscheint monatlich der Egge-Rundblick mit Amtsnachrichten, regionalen Informationen und Vereinsmitteilungen für Altenbeken, Buke und Schwaney. Altenbeken gehört zum Verbreitungsgebiet des Lokalsenders Radio Hochstift. Vom öffentlich-rechtlichen Rundfunk und Fernsehen ist das Studio Bielefeld des Westdeutschen Rundfunks (WDR) mit einem Regionalbüro in Paderborn für Altenbeken zuständig.

### Öffentliche Einrichtungen

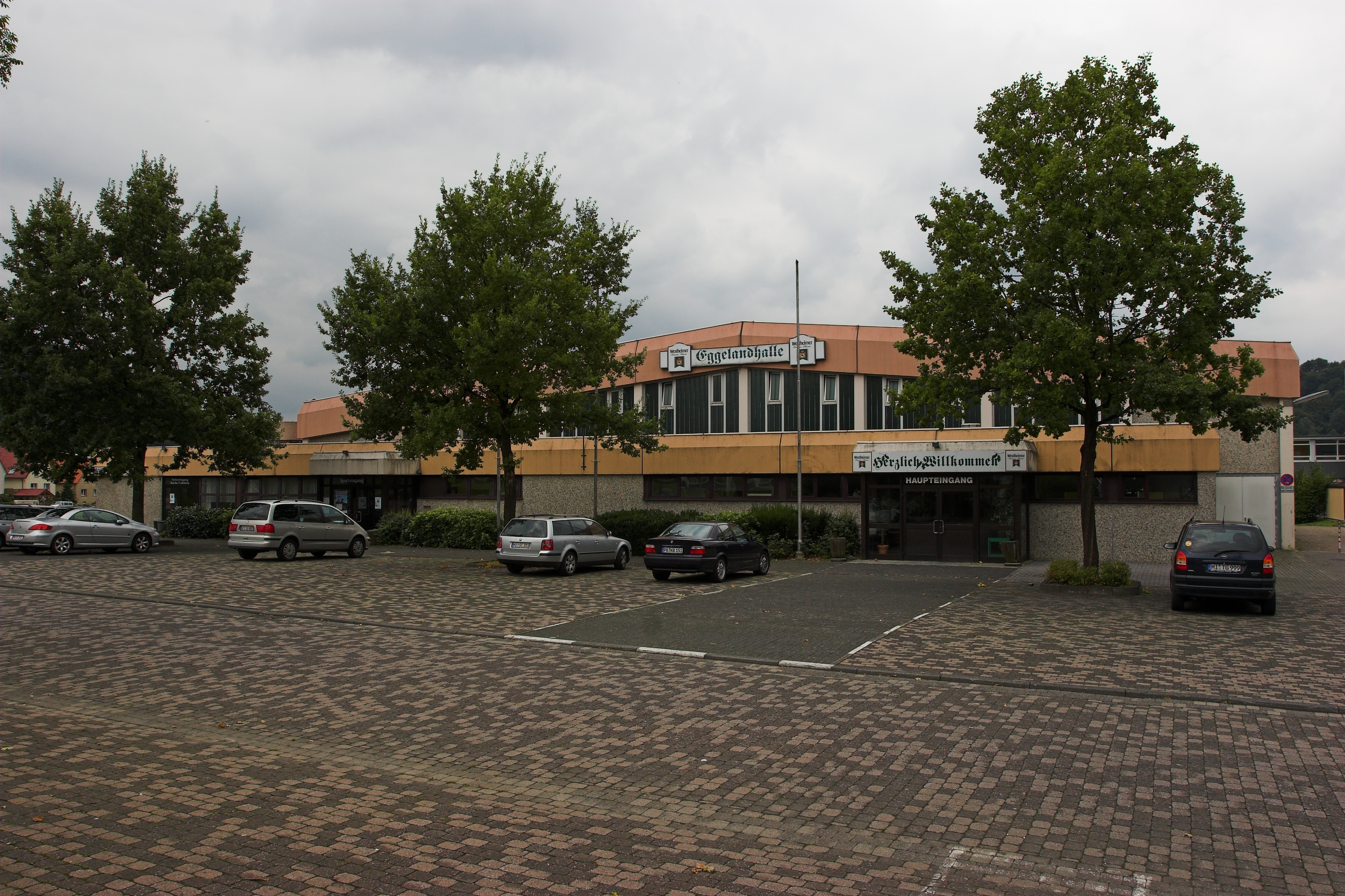
Eggelandhalle

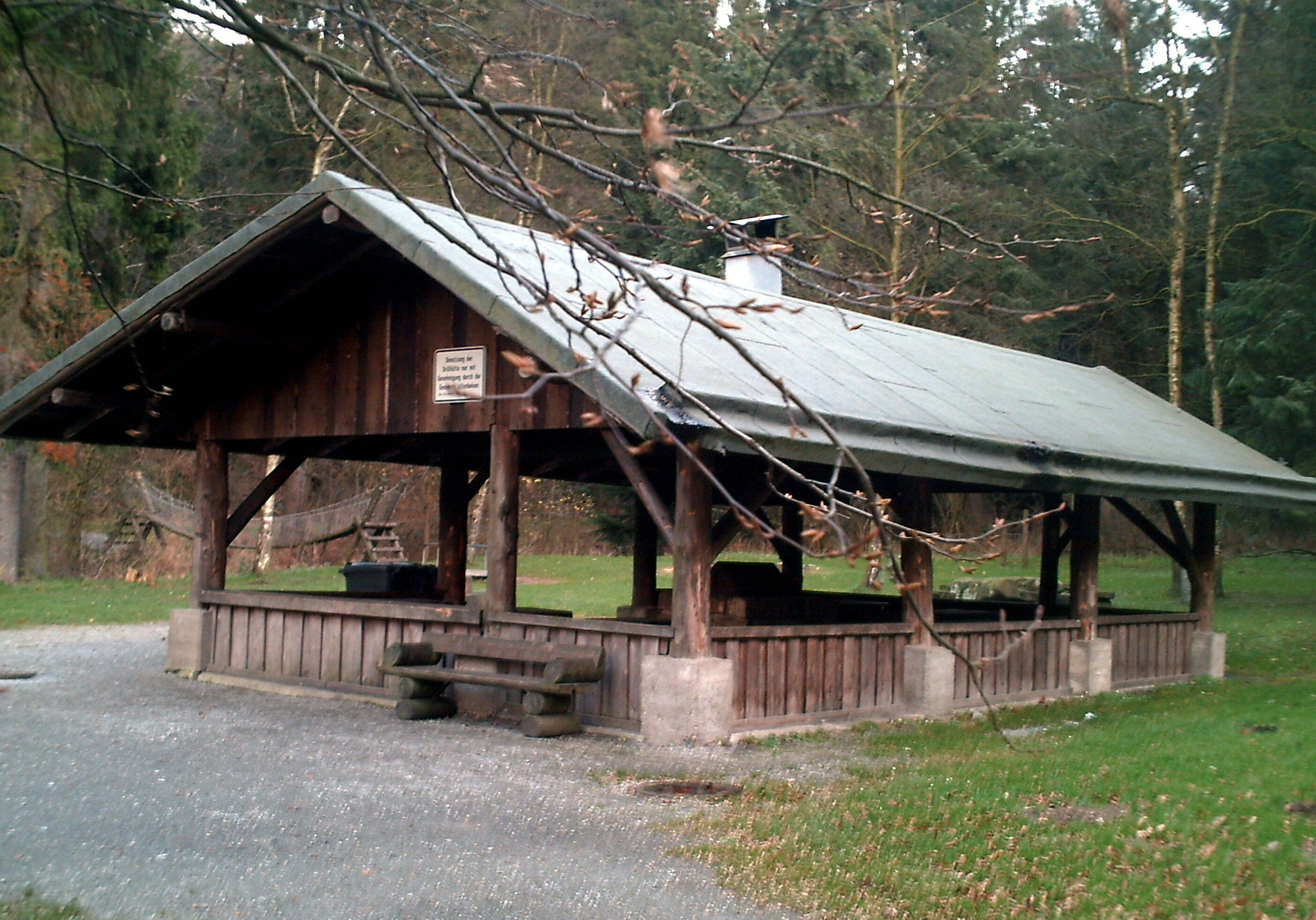
Grillhütte im „Driburger Grund“

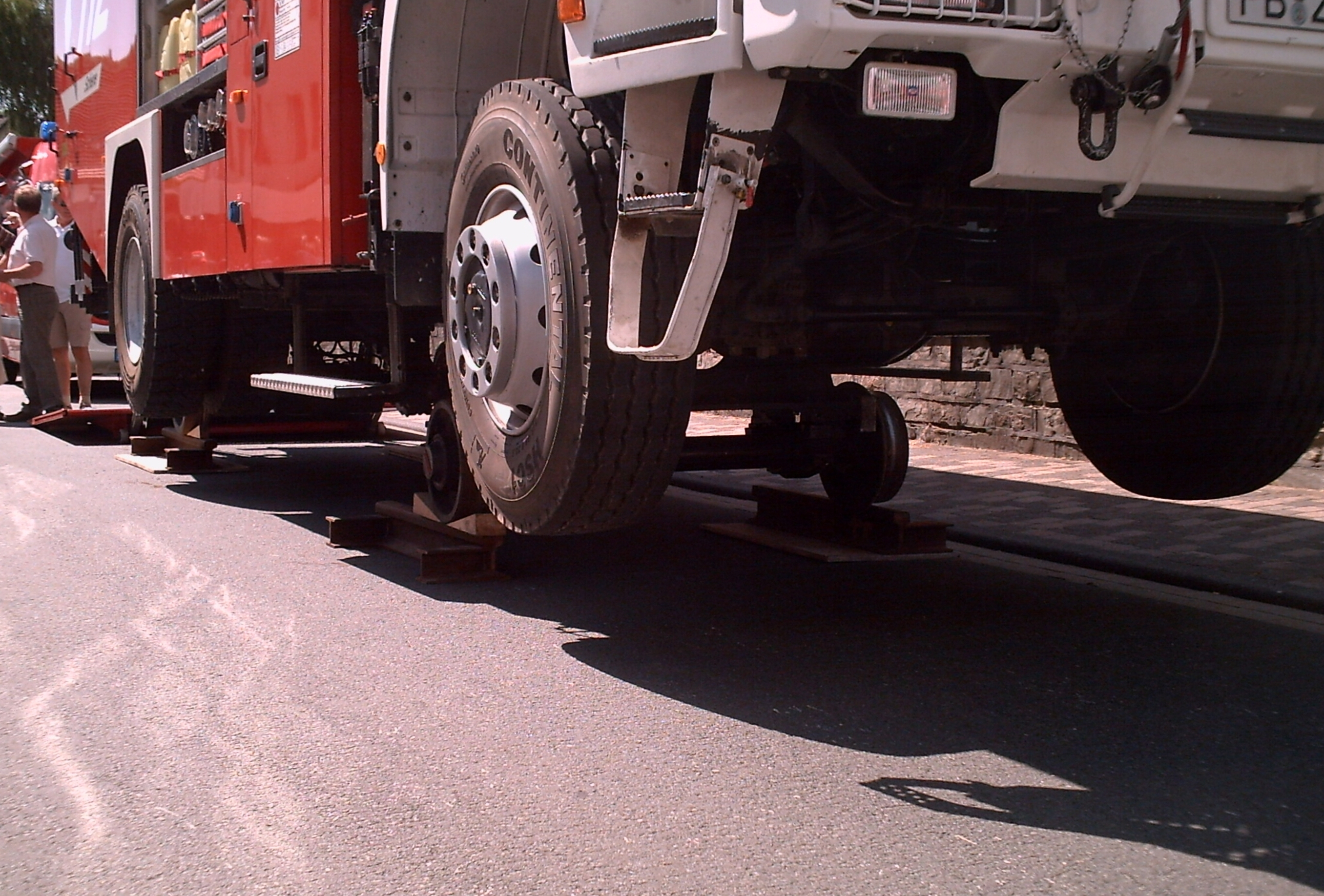
Zweiwegelöschfahrzeug, das sowohl auf der Straße als auch auf Bahngleisen fahren kann

Altenbeken verfügt mit der Eggelandhalle über eine Mehrzweckhalle mit Kegelbahn, Schießständen und für Sportveranstaltungen eine Tribüne für 300 Zuschauer. Die Halle gibt den ansässigen Vereinen eine Heimat und wird für Sport- und Konzert-Veranstaltungen und Volksfeste genutzt.
Außerdem gibt es in Altenbeken ein kommunales Hallenbad und im „Driburger Grund“ eine Freizeitanlage mit Kinderspielplatz und einer Blockhütte mit steinerner Grillvorrichtung.
Die Freiwillige Feuerwehr in Altenbeken gliedert sich in die drei Löschzüge Altenbeken, Buke und Schwaney. Bis zu 20 Jugendliche werden in der Jugendfeuerwehr ausgebildet. Dem Löschzug Buke ist ein eigenes Trompeterkorps angegliedert. Kameraden über 60 Jahre werden in die Ehrenabteilung aufgenommen. Derzeit sind insgesamt 130 Feuerwehrleute aktiv. Darunter sind etwa 80 Atemschutzgeräteträger. Der Rettungsdienst wird von der Rettungswache Buke gewährleistet. Die Feuerwehr hat eine Höhenrettungsgruppe, die insbesondere auf die Rettung von Windkraftanlagen spezialisiert ist. Ferner verfügt die Feuerwehr über ein Zweiwegelöschfahrzeug, welches auch zur Rettung aus Tunneln der Deutschen Bahn eingesetzt werden kann.
Die drei katholischen Pfarrgemeinden gehören dem 2016 gegründeten Pastoralen Raum „An Egge und Lippe“ an. Vorher waren sie im Pastoralverbund „Egge“ zusammengefasst. In den drei Ortsteilen gibt es jeweils eine Pfarrbücherei.

### Bildung

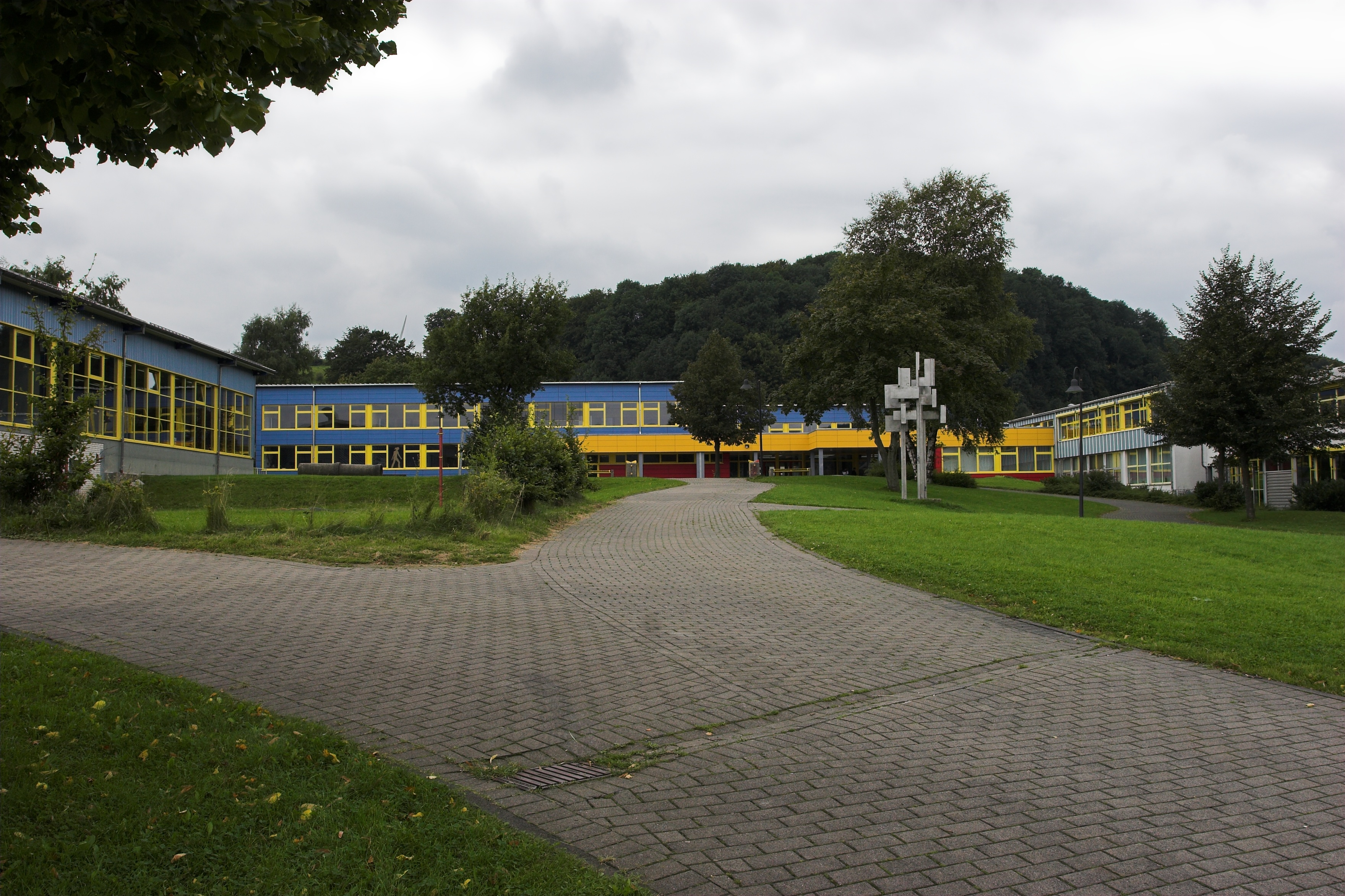
Schulzentrum Egge

Der Grundschulverbund Altenbeken – Buke – Schwaney betreibt in allen drei Ortsteilen Schulstandorte als offene Ganztagsgrundschulen.
Die Private Realschule Altenbeken hat seit dem Schuljahr 2019/20 ihren Standort im Schulzentrum Egge in Altenbeken. Darüber hinaus besuchen Altenbekener Schülerinnen und Schüler weiterführende Schulen im Umland, z. B. in Bad Lippspringe und Bad Driburg Gesamtschulen und in Bad Driburg und Neuenheerse die Gymnasien St. Xaver und St. Kaspar.
Im Jahr 2007 wurden an den Schulen der Gemeinde mit 45 Lehrkräften insgesamt 677 Schüler unterrichtet, davon 71 % an den Grundschulen und 29 % an der Hauptschule.
Die Volkshochschule Altenbeken ist eine Zweigstelle der VHS Paderborn und macht Angebote im Erwachsenenbildungswesen.
Für die frühkindliche Bildung gibt es in Altenbeken vier Kindergärten in katholischer Trägerschaft in den Ortsteilen Altenbeken und Schwaney sowie eine Kindertageseinrichtung in Buke mit 75 Plätzen in kommunaler Trägerschaft.

### Ansässige Unternehmen
Altenbeken zeichnet sich durch eine mittelständische, aber wenig entwickelte Wirtschaftsstruktur aus. Großunternehmen sind nicht ansässig. Bedeutendster Erwerbszweig in absoluten Zahlen ist das Erziehungswesen, in dem knapp 24 % der Einwohner tätig sind. Dies sind knapp 14 Prozent mehr als im Durchschnitt vergleichbarer Gemeinden. Insgesamt liegt das Verhältnis von Erwerbstätigen zur Einwohnerzahl bei rund neun Prozent. Dies ist der kleinste Wert aller Städte und Gemeinden des Kreises Paderborn. Ein Grund hierfür ist die große Anzahl von (Früh-)Pensionären der ehemaligen Deutschen Bundesbahn und der Deutschen Bundespost. Ein großer Teil der ansässigen sozialversicherungspflichtig Beschäftigten sind Auspendler.

## Persönlichkeiten

### Ehrenbürger
Die folgenden Personen wurden zu Ehrenbürgern der Gemeinde Altenbeken ernannt:
- 1979: Heinrich Neuheuser (1906–1983), Ortsheimatpfleger, Heimatforscher und Chronist. Zu seinen Ehren wurde eine Straße Heinrich-Neuheuser-Weg benannt.
- 1980: Heinrich Fernhomberg. Er war hier mehrere Jahrzehnte als prakt. Arzt tätig und starb am 9. November 1988.

### Söhne und Töchter der Stadt
Folgende bekannte Persönlichkeiten wurden in Altenbeken geboren oder wuchsen dort auf:
- Johann Theodor von Natorp (1777–1830), Architekt des Klassizismus
- Franz Laufkötter (1857–1925), nationalistischer Politiker der SPD
- Anton Freitag (1882–1968), römisch-katholischer Priester und Missionswissenschaftler
- Carsten Linnemann (* 1977), Bundestagsabgeordneter der CDU
- Nils Altmieks (* 1987), deutscher Rechtsextremist, Mitbegründer und ehemaliger Deutschlandvorsitzender der Identitären Bewegung.

### Weitere Persönlichkeiten
Persönlichkeiten, die nicht in Altenbeken geboren sind, aber hier gelebt und/oder gewirkt haben:
- Anton Ludwig Ulrich (1751–1834), Gründer eines Hammer- und Hüttenwerkes in Altenbeken und Bürgermeister von Altenbeken zur Zeit des Königreichs Westphalen von 1808 bis 1813.
- Julius Ludwig Quassowski (1824–1909), Königl. Preuß. Eisenbahndirektionspräsident, war 1852 Baumeister und Vorstand des techn. Büros beim Bau der Altenbekener Eisenbahn
- Ida Kropf, geb. Brüning, Besitzerin einer Eisenhütte in Altenbeken Ende des 19. Jahrhunderts
- Georg Wilhelm Degode (1862–1931), deutscher Landschaftsmaler und Fotograf, führte 1917 eine Studienreise unter anderem nach Altenbeken durch
- Franz Kruckenberg (1882–1965), führte 1930 auf der Bahnstrecke Altenbeken-Kreiensen die ersten Testfahrten mit einem Schienenzeppelin durch
- Rolf Ertmer (1925–2004), deutscher Modellbahner und Autor